# Liste des lignes de bus de Genève
Pour un article plus général, voir Autobus de Genève.
La liste des lignes de bus de Genève recense les soixante lignes de bus exploitées par les Transports publics genevois (TPG).

## Présentation
Le réseau comprend soixante lignes, s'étendant sur plus de 363,480 km à travers Genève, son Canton et une partie des départements français de l'Ain et de la Haute-Savoie, le tout situé pour la plupart dans la communauté tarifaire Unireso ainsi que dans les zones Léman Pass proches de Genève.
Sont présentés ici les lignes constituant le réseau actuel, au 29 mai 2025 en horaire normal. La longueur, le temps de parcours moyen (arrondi à la minute) et la fréquentation (en nombre de voyages par an) sont données au 31 décembre 2024, si la ligne a vu son trajet évoluer depuis, une note est présente dans chaque tableau.
La nomenclature des lignes utilise des chiffres pour les lignes urbaines et des lettres pour les lignes régionales et transfrontalières. Dans le cas des lignes urbaines, on peut distinguer les lignes principales (numéros jusqu'à 29) des lignes secondaires où une logique sectorielle se dégage : Les lignes de 31 à 39 pour l'est du canton et le centre-historique de Genève, les lignes de 40 à 48 pour le sud du canton, les lignes de 50 à 59 pour l'ouest du canton, les lignes 60 à 69 pour les lignes transfrontalières du Pays de Gex, les lignes 70 à 78 pour les lignes de rabattement vers les gares de la ligne Genève-Bellegarde, les lignes 80 à 83 pour les lignes transfrontalières de Haute-Savoie, les lignes 91 et 92 pour les lignes secondaires en zone urbaine ainsi que plusieurs lignes encore désignées par des lettres.

### Mise en conformité de la numérotation des lignes
Afin de mettre en conformité la numérotation du réseau avec l'indicateur officiel suisse (les lettres ne doivent être utilisées que pour des lignes spéciales), une nouvelle numérotation des lignes est progressivement mise en place à partir de décembre 2019, afin de faire évoluer la numérotation vers la logique suivante :
- 1 à 29 : Lignes principales, dont tramways et trolleybus ;
- 30 à 39 : Lignes secondaires du secteur Arve-Lac (nord-est du canton) ;
- 40 à 49 : Lignes secondaires du secteur Arve-Rhône (sud du canton) ;
- 50 à 59 : Lignes secondaires du secteur Lac-Rhône (nord-ouest du canton) ;
- 60 à 69 : Lignes GLCT du Pays de Gex ;
- 70 à 79 : Lignes secondaires de rabattement sur la ligne Genève-La Plaine ;
- 80 à 89 : Lignes GLCT de Haute-Savoie ;
- 90 à 99 : Lignes secondaires en zone urbaine.

La renumérotation a débuté en décembre 2019 dans le Mandement et au nord du canton avec l'abandon des indices B, C, P, S, U, V, W, X et Z,,. Elle s'est poursuivie en décembre 2023 sur les lignes transfrontalières du Pays de Gex et de la Haute-Savoie avec l'abandon des indices D, F, T, 62 et 63. Les lignes urbaines 35 et 36 ont respectivement été renumérotées 91 et 92, libérant ainsi les indices pour les lignes A et G,. Le 15 décembre 2024, les lignes K et J deviennent 40 et 42.
La liste ci-dessous reprend les parcours en vigueur à partir du 18 août 2025.

### Lignes 1 à 11
| Ligne | Caractéristiques | Caractéristiques                                              | Caractéristiques                                              | Caractéristiques                                              | Caractéristiques                                              | Caractéristiques                                              | Caractéristiques                                              | Caractéristiques                                              | Caractéristiques                                              |
| 1     | Thônex, Hôpital Trois-Chêne ⥋ Genève, Jardin Botanique | Thônex, Hôpital Trois-Chêne ⥋ Genève, Jardin Botanique        | Thônex, Hôpital Trois-Chêne ⥋ Genève, Jardin Botanique        | Thônex, Hôpital Trois-Chêne ⥋ Genève, Jardin Botanique        | Thônex, Hôpital Trois-Chêne ⥋ Genève, Jardin Botanique        | Thônex, Hôpital Trois-Chêne ⥋ Genève, Jardin Botanique        | Thônex, Hôpital Trois-Chêne ⥋ Genève, Jardin Botanique        | Thônex, Hôpital Trois-Chêne ⥋ Genève, Jardin Botanique        | Thônex, Hôpital Trois-Chêne ⥋ Genève, Jardin Botanique        |
| ----- | --- | ------------------------------------------------------------- | ------------------------------------------------------------- | ------------------------------------------------------------- | ------------------------------------------------------------- | ------------------------------------------------------------- | ------------------------------------------------------------- | ------------------------------------------------------------- | ------------------------------------------------------------- |
| 1     | Ouverture / Fermeture 1er juin 1969 / — | Longueur 12,955 km                                            | Durée 64 min                                                  | Nb. d’arrêts 46                                               | Matériel Citaro G                                             | Jours de fonctionnement L, Ma, Me, J, V, S, D                 | Jour / Soir / Nuit / Fêtes O / O / O / O                      | Voy. / an 6 310 000                                           | Exploitant TPG                                                |
| 1     | Desserte : - Ville et lieux desservis : Thônex (Hôpital des Trois-Chêne, Belle-Terre), Chêne-Bourg (Collège de Candolle), Chêne-Bougeries, Cologny, Genève (Muséum d'histoire naturelle, Centre médical universitaire, Uni-Bastions, Plaine de Plainpalais, Place du Cirque, Pont de la Coulouvrenière, Basilique Notre-Dame, Jardin des Alpes, Palais Wilson, La Perle du Lac, Jardin Botanique) - Stations et gares desservies : Gare de Genève-Eaux-Vives, Genève, Terrassière (12 et 17), Gare de Genève-Champel, Genève, Plainpalais (12, 15, 17 et 18) / Genève, Pont-d'Arve (12 et 18), Genève, Cirque (15), Genève, Stand (14 et 15), Genève, Goulart / Genève, Mercier (15) et Gare de Genève-Cornavin. |                                                               |                                                               |                                                               |                                                               |                                                               |                                                               |                                                               |                                                               |
| 1     | Autre : - Zone traversée : 10. - Amplitudes horaires : La ligne fonctionne du lundi au jeudi de 4 h 50 à 1 h, les vendredis et samedis de 4 h 50 à 3 h 10 et les dimanches et fêtes de 4 h 50 à 1 h environ. - Service nocturne : Les nuits des vendredis et samedis après 1 h, les services nocturnes de la ligne 1 sont limités au trajet entre Gare Cornavin et Jardin Botanique et la ligne est interlignée avec la ligne 9. - Particularités : Toutes les courses de la ligne desservent Thônex, Hôpital Trois-Chêne par alternance entre le quartier de Belle-Terre et le site hospitalier de Belle-Idée ; - Histoire : La ligne 1 a remplacé l'ancienne ligne de tramway portant le même numéro, la ligne de ceinture. - Date de dernière mise à jour : 31 juillet 2025. |                                                               |                                                               |                                                               |                                                               |                                                               |                                                               |                                                               |                                                               |
| 1     | Dernière actualisation : — |                                                               |                                                               |                                                               |                                                               |                                                               |                                                               |                                                               |                                                               |
| 5     | Thônex, Vallard ⥋ Genève-Aéroport, Terminal | Thônex, Vallard ⥋ Genève-Aéroport, Terminal                   | Thônex, Vallard ⥋ Genève-Aéroport, Terminal                   | Thônex, Vallard ⥋ Genève-Aéroport, Terminal                   | Thônex, Vallard ⥋ Genève-Aéroport, Terminal                   | Thônex, Vallard ⥋ Genève-Aéroport, Terminal                   | Thônex, Vallard ⥋ Genève-Aéroport, Terminal                   | Thônex, Vallard ⥋ Genève-Aéroport, Terminal                   | Thônex, Vallard ⥋ Genève-Aéroport, Terminal                   |
| 5     | Ouverture / Fermeture 30 septembre 1958 / — | Longueur —                                                    | Durée 64 min                                                  | Nb. d’arrêts 38                                               | Matériel Citaro G                                             | Jours de fonctionnement L, Ma, Me, J, V, S, D                 | Jour / Soir / Nuit / Fêtes O / O / O / O                      | Voy. / an 6 463 000                                           | Exploitant TPG                                                |
| 5     | Desserte : - Ville et lieux desservis : Thônex (Douane), Chêne-Bourg, Chêne-Bougeries (Collège Claparède), Genève (Muséum d'histoire naturelle, Centre médical universitaire, Uni-Bastions, Hôpitaux universitaires, Palais Eynard, Parc des Bastions, Place de Neuve, Musée Rath, Bel-Air, Ponts de l'Île, Basilique Notre-Dame, Parc des Cropettes, Parc de Vermont, Palais des Nations, Organisation internationale du travail, Comité international de la Croix-Rouge, Musée international de la Croix-Rouge et du Croissant-Rouge), Pregny-Chambésy (Organisation mondiale de la santé), Le Grand-Saconnex (École internationale de Genève, Palexpo, Aéroport international de Genève) - Stations et gares desservies : Gare de Genève-Champel, Genève, Place de Neuve (12, 17 et 18), Genève, Bel-Air (12, 14, 17 et 18), Genève, Coutance (14 et 18), Gare de Genève-Cornavin, Genève, Nations (15) et Gare de Genève-Aéroport. |                                                               |                                                               |                                                               |                                                               |                                                               |                                                               |                                                               |                                                               |
| 5     | Autre : - Zone traversée : 10. - Amplitudes horaires : La ligne fonctionne du lundi au jeudi de 4 h 50 à 0 h 45, les vendredis et samedis jusqu'à 3 h 30 et les dimanches et fêtes de 4 h 50 à 1 h 5 environ. - Service nocturne : Les nuits des vendredis et samedis après 0 h 45, les services nocturnes de la ligne 5 sont limités au trajet entre Thônex et Palexpo. - Particularités : Des services partiels sont assurés depuis Genève, Bel-Air en direction de l'aéroport, il s'agit de services sortant du dépôt, essentiellement en début de service. - Date de dernière mise à jour : 15 août 2025. |                                                               |                                                               |                                                               |                                                               |                                                               |                                                               |                                                               |                                                               |
| 5     | Dernière actualisation : — |                                                               |                                                               |                                                               |                                                               |                                                               |                                                               |                                                               |                                                               |
| 8     | Grand-Saconnex, Palexpo ⥋ Veyrier, douane | Grand-Saconnex, Palexpo ⥋ Veyrier, douane                     | Grand-Saconnex, Palexpo ⥋ Veyrier, douane                     | Grand-Saconnex, Palexpo ⥋ Veyrier, douane                     | Grand-Saconnex, Palexpo ⥋ Veyrier, douane                     | Grand-Saconnex, Palexpo ⥋ Veyrier, douane                     | Grand-Saconnex, Palexpo ⥋ Veyrier, douane                     | Grand-Saconnex, Palexpo ⥋ Veyrier, douane                     | Grand-Saconnex, Palexpo ⥋ Veyrier, douane                     |
| 8     | Ouverture / Fermeture 3 juin 1956 / — | Longueur —                                                    | Durée 59 min                                                  | Nb. d’arrêts 35                                               | Matériel Citaro G                                             | Jours de fonctionnement L, Ma, Me, J, V, S, D                 | Jour / Soir / Nuit / Fêtes O / O / O / O                      | Voy. / an 5 619 000                                           | Exploitant TPG                                                |
| 8     | Desserte : - Ville et lieux desservis : Le Grand-Saconnex (Palexpo, École internationale de Genève), Pregny-Chambésy (Organisation mondiale de la santé), Genève (Organisation internationale du travail, Comité international de la Croix-Rouge, Musée international de la Croix-Rouge et du Croissant-Rouge, Nations, Parc de Vermont, Parc des Cropettes, Basilique Notre-Dame, Pont du Mont-Blanc, Jardin anglais, Collège Calvin, Muséum d'histoire naturelle, Parc Bertrand), Chêne-Bougeries, Veyrier (Mairie) - Stations et gares desservies : Genève, Nations (15), Gare de Genève-Cornavin et Genève, Rive (12 et 17). |                                                               |                                                               |                                                               |                                                               |                                                               |                                                               |                                                               |                                                               |
| 8     | Autre : - Zone traversée : 10. - Amplitudes horaires : La ligne fonctionne du lundi au jeudi de 4 h 50 à 1 h 10, les vendredis et samedis de 4 h 50 à 3 h 30 et les dimanches et fêtes de 4 h 50 à 1 h 10 environ. - Service nocturne : Les nuits des vendredis et samedis après 0 h 50, les services nocturnes de la ligne 8 partent depuis la gare Cornavin puis desservent successivement les deux branches à Veyrier, d'abord Veyrier, Tournettes puis terminus à Veyrier, douane. Dans l'autre sens, la ligne ne passe pas par Veyrier, Tournettes. - Date de dernière mise à jour : 14 août 2025. |                                                               |                                                               |                                                               |                                                               |                                                               |                                                               |                                                               |                                                               |
| 8     | Dernière actualisation : — |                                                               |                                                               |                                                               |                                                               |                                                               |                                                               |                                                               |                                                               |
| 9     | Thônex, Belle-Terre-Place-de-l'Araire ⥋ Vernier, Lignon-Tours | Thônex, Belle-Terre-Place-de-l'Araire ⥋ Vernier, Lignon-Tours | Thônex, Belle-Terre-Place-de-l'Araire ⥋ Vernier, Lignon-Tours | Thônex, Belle-Terre-Place-de-l'Araire ⥋ Vernier, Lignon-Tours | Thônex, Belle-Terre-Place-de-l'Araire ⥋ Vernier, Lignon-Tours | Thônex, Belle-Terre-Place-de-l'Araire ⥋ Vernier, Lignon-Tours | Thônex, Belle-Terre-Place-de-l'Araire ⥋ Vernier, Lignon-Tours | Thônex, Belle-Terre-Place-de-l'Araire ⥋ Vernier, Lignon-Tours | Thônex, Belle-Terre-Place-de-l'Araire ⥋ Vernier, Lignon-Tours |
| 9     | Ouverture / Fermeture 6 juin 1965 / — | Longueur 13,040 km                                            | Durée 55 min                                                  | Nb. d’arrêts 35                                               | Matériel Citaro G                                             | Jours de fonctionnement L, Ma, Me, J, V, S, D                 | Jour / Soir / Nuit / Fêtes O / O / O / O                      | Voy. / an 6 853 000                                           | Exploitant TPG                                                |
| 9     | Desserte : - Ville et lieux desservis : Thônex (Belle-Terre), Chêne-Bourg (Collège de Candolle), Chêne-Bougeries, Cologny, Genève (Jardin anglais, Pont du Mont-Blanc, Basilique Notre-Dame, Musée Voltaire, École de commerce Nicolas-Bouvier, Cimetière de Châtelaine), Vernier (Le Lignon) - Stations et gares desservies : Gare de Genève-Eaux-Vives, Genève, Rive (12 et 17), Gare de Genève-Cornavin et Genève, Lyon (14 et 18). |                                                               |                                                               |                                                               |                                                               |                                                               |                                                               |                                                               |                                                               |
| 9     | Autre : - Zone traversée : 10. - Amplitudes horaires : La ligne fonctionne du lundi au jeudi de 4 h 40 à 1 h 10, les vendredis et samedis de 4 h 40 à 3 h 35 et les dimanches et fêtes de 4 h 40 à 0 h 10 environ. - Service nocturne : Les nuits des vendredis et samedis après 0 h 40, les services nocturnes de la ligne 9 sont limités au trajet entre Genève, gare Cornavin et Thônex, Belle-Terre-Place-de-l'Araire et la ligne est interlignée avec la ligne 1. - Histoire : Jusqu'au 25 septembre 1988, la ligne portait l'indice G - Date de dernière mise à jour : 31 juillet 2025. |                                                               |                                                               |                                                               |                                                               |                                                               |                                                               |                                                               |                                                               |
| 9     | Dernière actualisation : — |                                                               |                                                               |                                                               |                                                               |                                                               |                                                               |                                                               |                                                               |
| 11    | Genève, Jardin Botanique ⥋ Genève-Eaux-Vives, gare | Genève, Jardin Botanique ⥋ Genève-Eaux-Vives, gare            | Genève, Jardin Botanique ⥋ Genève-Eaux-Vives, gare            | Genève, Jardin Botanique ⥋ Genève-Eaux-Vives, gare            | Genève, Jardin Botanique ⥋ Genève-Eaux-Vives, gare            | Genève, Jardin Botanique ⥋ Genève-Eaux-Vives, gare            | Genève, Jardin Botanique ⥋ Genève-Eaux-Vives, gare            | Genève, Jardin Botanique ⥋ Genève-Eaux-Vives, gare            | Genève, Jardin Botanique ⥋ Genève-Eaux-Vives, gare            |
| 11    | Ouverture / Fermeture 27 septembre 1992 / — | Longueur 11,702 km                                            | Durée 57 min                                                  | Nb. d’arrêts 30                                               | Matériel Citaro G                                             | Jours de fonctionnement L, Ma, Me, J, V, S, D                 | Jour / Soir / Nuit / Fêtes O / O / O / O                      | Voy. / an 7 989 000                                           | Exploitant TPG                                                |
| 11    | Desserte : - Ville et lieux desservis : Genève (Jardin Botanique, Nations, Église Sainte-Jeanne-de-Chantal, École de commerce Nicolas-Bouvier, Pont Sous-Terre, La Jonction, Les Acacias, Centre sportif du Bout-du-Monde, Champel, Parc Bertrand), Carouge (Mairie, Musée, Pont du Val d'Arve) - Stations et gares desservies : Gare de Genève-Sécheron, Genève, Nations (15), Genève, Servette (14 et 18), Genève, Jonction (14), Carouge, Marché / Carouge, Armes (12 et 18), Genève, Amandolier (12 et 17) et Gare de Genève-Eaux-Vives. |                                                               |                                                               |                                                               |                                                               |                                                               |                                                               |                                                               |                                                               |
| 11    | Autre : - Zone traversée : 10. - Amplitudes horaires : La ligne fonctionne du lundi au jeudi de 5 h à 1 h 15, les vendredis et samedis de 5 h à 3 h 30 et les dimanches et fêtes de 5 h à 1 h 15 environ. - Service nocturne : Les nuits des vendredis et samedis après 0 h 50, les services nocturnes de la ligne 11 conservent le trajet habituel. - Date de dernière mise à jour : 31 mai 2025. |                                                               |                                                               |                                                               |                                                               |                                                               |                                                               |                                                               |                                                               |
| 11    | Dernière actualisation : — |                                                               |                                                               |                                                               |                                                               |                                                               |                                                               |                                                               |                                                               |

### Lignes 20 à 29
| Ligne | Caractéristiques | Caractéristiques                                     | Caractéristiques                                     | Caractéristiques                                     | Caractéristiques                                     | Caractéristiques                                     | Caractéristiques                                     | Caractéristiques                                     | Caractéristiques                                     |
| 20    | Veyrier, Tournettes ⥋ Bellevue, Valavran | Veyrier, Tournettes ⥋ Bellevue, Valavran             | Veyrier, Tournettes ⥋ Bellevue, Valavran             | Veyrier, Tournettes ⥋ Bellevue, Valavran             | Veyrier, Tournettes ⥋ Bellevue, Valavran             | Veyrier, Tournettes ⥋ Bellevue, Valavran             | Veyrier, Tournettes ⥋ Bellevue, Valavran             | Veyrier, Tournettes ⥋ Bellevue, Valavran             | Veyrier, Tournettes ⥋ Bellevue, Valavran             |
| ----- | --- | ---------------------------------------------------- | ---------------------------------------------------- | ---------------------------------------------------- | ---------------------------------------------------- | ---------------------------------------------------- | ---------------------------------------------------- | ---------------------------------------------------- | ---------------------------------------------------- |
| 20    | Ouverture / Fermeture 9 décembre 2018 / — | Longueur 15,697 km                                   | Durée 60 min                                         | Nb. d’arrêts 43                                      | Matériel Citaro G                                    | Jours de fonctionnement L, Ma, Me, J, V, S, D        | Jour / Soir / Nuit / Fêtes O / O / O / O             | Voy. / an 3 217 000                                  | Exploitant TPG                                       |
| 20    | Desserte : - Ville et lieux desservis : Veyrier, Chêne-Bougeries, Genève (Parc Bertrand, Palais Eynard, Parc des Bastions, Place de Neuve, Musée Rath, Bel-Air, Ponts de l'Île, Basilique Notre-Dame, Parc des Cropettes, Parc de Vermont, Église Saint-Nicolas-de-Flue, Nations, Musée international de la Croix-Rouge et du Croissant-Rouge, Comité international de la Croix-Rouge), Pregny-Chambésy (château de Penthes, église Sainte-Pétronille et mairie), Bellevue (Colovrex) - Stations et gares desservies : Gare de Genève-Champel, Genève, Place de Neuve (12, 17 et 18), Genève, Bel-Air (12, 14, 17 et 18), Genève, Coutance (14 et 18), Gare de Genève-Cornavin, Genève, Nations (15).                                        |                                                      |                                                      |                                                      |                                                      |                                                      |                                                      |                                                      |                                                      |
| 20    | Autre : - Zone traversée : 10. - Amplitudes horaires : La ligne fonctionne du lundi au jeudi de 5 h à 1 h, les vendredis et samedis de 5 h à 3 h 45 et les dimanches et fêtes de 5 h à 1 h environ. - Service nocturne : Les nuits des vendredis et samedis après 0 h 55, les services nocturnes de la ligne 20 sont limités au trajet entre Genève, Place de Neuve et Bellevue, Valavran. - Date de dernière mise à jour : 19 mai 2025. |                                                      |                                                      |                                                      |                                                      |                                                      |                                                      |                                                      |                                                      |
| 20    | Dernière actualisation : — |                                                      |                                                      |                                                      |                                                      |                                                      |                                                      |                                                      |                                                      |
| 21    | Onex, cité ⥋ Carouge, Rondeau | Onex, cité ⥋ Carouge, Rondeau                        | Onex, cité ⥋ Carouge, Rondeau                        | Onex, cité ⥋ Carouge, Rondeau                        | Onex, cité ⥋ Carouge, Rondeau                        | Onex, cité ⥋ Carouge, Rondeau                        | Onex, cité ⥋ Carouge, Rondeau                        | Onex, cité ⥋ Carouge, Rondeau                        | Onex, cité ⥋ Carouge, Rondeau                        |
| 21    | Ouverture / Fermeture 14 décembre 2003 / — | Longueur 5,520 km                                    | Durée 26 min                                         | Nb. d’arrêts 14                                      | Matériel Citaro Citaro G                             | Jours de fonctionnement L, Ma, Me, J, V, S, D        | Jour / Soir / Nuit / Fêtes O / O / N / O             | Voy. / an 1 651 000                                  | Exploitant TPG                                       |
| 21    | Desserte : - Ville et lieux desservis : Onex (Cité-Nouvelle), Lancy (Centre commercial Lancy Centre, Petit-Lancy, Stade de Genève, La Praille), Carouge (Tours) - Stations et gares desservies : Petit-Lancy, Les Esserts (14), Petit-Lancy, place (14), Gare de Lancy-Pont-Rouge de façon directe ou à la station Lancy-Pont-Rouge, gare/Étoile (15 et 17) et Carouge, Rondeau (12 et 18). |                                                      |                                                      |                                                      |                                                      |                                                      |                                                      |                                                      |                                                      |
| 21    | Autre : - Zone traversée : 10. - Amplitudes horaires : La ligne fonctionne tous les jours de 5 h à 0 h environ. - Date de dernière mise à jour : 19 mai 2025. |                                                      |                                                      |                                                      |                                                      |                                                      |                                                      |                                                      |                                                      |
| 21    | Dernière actualisation : — |                                                      |                                                      |                                                      |                                                      |                                                      |                                                      |                                                      |                                                      |
| 22    | Genève, Jardin Botanique ⥋ Carouge, Rondeau | Genève, Jardin Botanique ⥋ Carouge, Rondeau          | Genève, Jardin Botanique ⥋ Carouge, Rondeau          | Genève, Jardin Botanique ⥋ Carouge, Rondeau          | Genève, Jardin Botanique ⥋ Carouge, Rondeau          | Genève, Jardin Botanique ⥋ Carouge, Rondeau          | Genève, Jardin Botanique ⥋ Carouge, Rondeau          | Genève, Jardin Botanique ⥋ Carouge, Rondeau          | Genève, Jardin Botanique ⥋ Carouge, Rondeau          |
| 22    | Ouverture / Fermeture 1969 / — | Longueur 13,699 km                                   | Durée 58 min                                         | Nb. d’arrêts 32                                      | Matériel Citaro G                                    | Jours de fonctionnement L, Ma, Me, J, V, S, D        | Jour / Soir / Nuit / Fêtes O / O / O / O             | Voy. / an 4 065 000                                  | Exploitant TPG                                       |
| 22    | Desserte : - Ville et lieux desservis : Genève (Jardin Botanique, Nations, Musée international de la Croix-Rouge et du Croissant-Rouge, Comité international de la Croix-Rouge, Organisation internationale du travail, Cimetière du Petit-Saconnex, Le Petit-Saconnex, Parc Trembley, Collège Rousseau, Parc des Franchises), Vernier (Pont Butin), Lancy (Cimetière du Grand-Lancy, Stade de Genève, La Praille), Carouge (Tours) - Stations et gares desservies : Gare de Genève-Sécheron, Genève, Nations (15), Vernier, Bouchet (14 et 18), Petit-Lancy, Les Esserts (14), Grand-Lancy, Place du 1er-Août (15), Grand-Lancy, Lancy Piscine (15), Grand-Lancy, Palettes (15 et 18), Gare de Lancy-Bachet et Carouge, Rondeau (12 et 18). |                                                      |                                                      |                                                      |                                                      |                                                      |                                                      |                                                      |                                                      |
| 22    | Autre : - Zone traversée : 10. - Amplitudes horaires : La ligne fonctionne du lundi au jeudi de 4 h 50 à 1 h, les vendredis et samedis de 4 h 50 à 2 h 50 et les dimanches et fêtes de 4 h 50 à 1 h environ. - Service nocturne : Les nuits des vendredis et samedis après 0 h 45, les services nocturnes de la ligne 22 sont limités au trajet entre Carouge, Rondeau et Genève, Trembley. - Histoire : Jusqu'au 10 décembre 2006, la ligne portait le numéro 14, libéré en prévision de la création de la ligne 14 du tramway. - Date de dernière mise à jour : 31 mai 2025. |                                                      |                                                      |                                                      |                                                      |                                                      |                                                      |                                                      |                                                      |
| 22    | Dernière actualisation : — |                                                      |                                                      |                                                      |                                                      |                                                      |                                                      |                                                      |                                                      |
| 23    | Grand-Saconnex, Aéroport-P47 ⥋ Carouge, Tours | Grand-Saconnex, Aéroport-P47 ⥋ Carouge, Tours        | Grand-Saconnex, Aéroport-P47 ⥋ Carouge, Tours        | Grand-Saconnex, Aéroport-P47 ⥋ Carouge, Tours        | Grand-Saconnex, Aéroport-P47 ⥋ Carouge, Tours        | Grand-Saconnex, Aéroport-P47 ⥋ Carouge, Tours        | Grand-Saconnex, Aéroport-P47 ⥋ Carouge, Tours        | Grand-Saconnex, Aéroport-P47 ⥋ Carouge, Tours        | Grand-Saconnex, Aéroport-P47 ⥋ Carouge, Tours        |
| 23    | Ouverture / Fermeture 1er juin 1987 / — | Longueur 12,131 km                                   | Durée 44 min                                         | Nb. d’arrêts 25                                      | Matériel LighTram 19 TOSA Citaro G (en cas de panne) | Jours de fonctionnement L, Ma, Me, J, V, S, D        | Jour / Soir / Nuit / Fêtes O / O / N / O             | Voy. / an 3 361 000                                  | Exploitant TPG                                       |
| 23    | Desserte : - Ville et lieux desservis : Le Grand-Saconnex (Palexpo, Aéroport international de Genève), Meyrin, Vernier (Pont Butin), Lancy (Cimetière du Grand-Lancy, Stade de Genève, La Praille), Carouge (Tours) - Stations et gares desservies : Gare de Genève-Aéroport, Vernier, Blandonnet (14 et 18), Gare de Vernier, Petit-Lancy, Les Esserts (14), Grand-Lancy, Place du 1er-Août (15), Grand-Lancy, Lancy Piscine (15), Grand-Lancy, Palettes (15 et 18), Grand-Lancy, Pontets (18) et Gare de Lancy-Bachet. |                                                      |                                                      |                                                      |                                                      |                                                      |                                                      |                                                      |                                                      |
| 23    | Autre : - Zone traversée : 10. - Amplitudes horaires : La ligne fonctionne tous les jours de 4 h 50 à 0 h 30 environ. - Histoire : Jusqu'au 10 décembre 2006, la ligne portait le numéro 18, libéré en prévision de la création de la ligne 18 du tramway. - TOSA : La ligne 23 devait commencer à être exploitée en bus électriques TOSA en décembre 2017. Retirés du service à la mi-décembre en raison de pannes, les TOSA sont remis en service avec trois mois de retard, de façon progressive, entre le 12 mars 2018 et la fin de ce même mois. - Date de dernière mise à jour : 19 mai 2025. |                                                      |                                                      |                                                      |                                                      |                                                      |                                                      |                                                      |                                                      |
| 23    | Dernière actualisation : — |                                                      |                                                      |                                                      |                                                      |                                                      |                                                      |                                                      |                                                      |
| 25    | Thônex, Vallard ⥋ Genève, Jardin Botanique | Thônex, Vallard ⥋ Genève, Jardin Botanique           | Thônex, Vallard ⥋ Genève, Jardin Botanique           | Thônex, Vallard ⥋ Genève, Jardin Botanique           | Thônex, Vallard ⥋ Genève, Jardin Botanique           | Thônex, Vallard ⥋ Genève, Jardin Botanique           | Thônex, Vallard ⥋ Genève, Jardin Botanique           | Thônex, Vallard ⥋ Genève, Jardin Botanique           | Thônex, Vallard ⥋ Genève, Jardin Botanique           |
| 25    | Ouverture / Fermeture 9 décembre 2012 / — | Longueur 8,095 km                                    | Durée 42 min                                         | Nb. d’arrêts 23                                      | Matériel Citaro G                                    | Jours de fonctionnement L, Ma, Me, J, V, S, D        | Jour / Soir / Nuit / Fêtes O / O / N / O             | Voy. / an 5 105 000                                  | Exploitant TPG                                       |
| 25    | Desserte : - Ville et lieux desservis : Thônex (Douane), Chêne-Bourg, Chêne-Bougeries (Collège Claparède), Genève (Muséum d'histoire naturelle, Jardin anglais, Pont du Mont-Blanc, Basilique Notre-Dame, Jardin des Alpes, Palais Wilson, La Perle du Lac, Jardin Botanique) - Stations et gares desservies : Genève, Terrassière (12 et 17), Genève, Rive (12 et 17) et Gare de Genève-Cornavin. |                                                      |                                                      |                                                      |                                                      |                                                      |                                                      |                                                      |                                                      |
| 25    | Autre : - Zone traversée : 10. - Amplitudes horaires : La ligne fonctionne tous les jours de 4 h 50 à 0 h 5 environ. - Date de dernière mise à jour : 31 mai 2025. |                                                      |                                                      |                                                      |                                                      |                                                      |                                                      |                                                      |                                                      |
| 25    | Dernière actualisation : — |                                                      |                                                      |                                                      |                                                      |                                                      |                                                      |                                                      |                                                      |
| 28    | Genève-Aéroport, Terminal ⥋ Petit-Lancy, Les Esserts | Genève-Aéroport, Terminal ⥋ Petit-Lancy, Les Esserts | Genève-Aéroport, Terminal ⥋ Petit-Lancy, Les Esserts | Genève-Aéroport, Terminal ⥋ Petit-Lancy, Les Esserts | Genève-Aéroport, Terminal ⥋ Petit-Lancy, Les Esserts | Genève-Aéroport, Terminal ⥋ Petit-Lancy, Les Esserts | Genève-Aéroport, Terminal ⥋ Petit-Lancy, Les Esserts | Genève-Aéroport, Terminal ⥋ Petit-Lancy, Les Esserts | Genève-Aéroport, Terminal ⥋ Petit-Lancy, Les Esserts |
| 28    | Ouverture / Fermeture 30 mars 2003 / — | Longueur 9,273 km                                    | Durée 32 min                                         | Nb. d’arrêts 20                                      | Matériel Citaro eCitaro                              | Jours de fonctionnement L, Ma, Me, J, V, S, D        | Jour / Soir / Nuit / Fêtes O / O / N / O             | Voy. / an 1 365 000                                  | Exploitant Globe Limousines                          |
| 28    | Desserte : - Ville et lieux desservis : Le Grand-Saconnex (Aéroport), Meyrin, Vernier (Étang, Le Lignon, Pont Butin), Lancy - Stations et gares desservies : Gare de Genève-Aéroport, Vernier, Blandonnet (14 et 18) et Petit-Lancy, Les Esserts (14). |                                                      |                                                      |                                                      |                                                      |                                                      |                                                      |                                                      |                                                      |
| 28    | Autre : - Zone traversée : 10. - Amplitudes horaires : La ligne fonctionne tous les jours de 4 h 25 à 0 h 5 environ. - Date de dernière mise à jour : 19 mai 2025. |                                                      |                                                      |                                                      |                                                      |                                                      |                                                      |                                                      |                                                      |
| 28    | Dernière actualisation : — |                                                      |                                                      |                                                      |                                                      |                                                      |                                                      |                                                      |                                                      |
| 29    | Ligne des plages (service saisonnier) | Ligne des plages (service saisonnier)                | Ligne des plages (service saisonnier)                | Ligne des plages (service saisonnier)                | Ligne des plages (service saisonnier)                | Ligne des plages (service saisonnier)                | Ligne des plages (service saisonnier)                | Ligne des plages (service saisonnier)                | Ligne des plages (service saisonnier)                |
| 29    | Collonge-Bellerive, Bois-Caran ⥋ Creux-de-Genthod, gare |                                                      |                                                      |                                                      |                                                      |                                                      |                                                      |                                                      |                                                      |
| 29    | Ouverture / Fermeture 29 mai 2025, / — | Longueur —                                           | Durée 43 min                                         | Nb. d’arrêts 26                                      | Matériel Citaro Citaro G                             | Jours de fonctionnement V, S, D                      | Jour / Soir / Nuit / Fêtes O / O / N / O             | Voy. / an —                                          | Exploitant TPG                                       |
| 29    | Desserte : - Ville et lieux desservis : Collonge-Bellerive (Collège de Bois-Caran, Vésenaz), Cologny (Ruth), Genève (Genève-Plage, Port-Noir, Parc des Eaux-Vives, Plage des Eaux-Vives, Jet d'eau, Jardin anglais, Bains des Pâquis, Palais Wilson, La Perle du Lac, Jardin Botanique), Pregny-Chambésy (Plage du Reposoir, Plage du Vengeron), Bellevue (Mairie, Plage), Genthod - Stations et gares desservies : Genève, Rive (12 et 17) et Gare du Creux-de-Genthod. |                                                      |                                                      |                                                      |                                                      |                                                      |                                                      |                                                      |                                                      |
| 29    | Autre : - Zone traversée : 10. - Amplitudes horaires : La ligne fonctionne en période estivale, les vendredis de 20 h 40 à 0 h 30, ainsi que les week-ends et fêtes de 8 h 20 à 0 h 30 environ. - Particularités : - Également appelée « la ligne des plages », la ligne 29 dessert plusieurs lieux de baignade autour du Léman (U lacustre). Elle circule de manière saisonnière de fin mai à fin septembre ; - Certaines courses sont limitées à Genève, Rive. - Date de dernière mise à jour : 31 juillet 2025. |                                                      |                                                      |                                                      |                                                      |                                                      |                                                      |                                                      |                                                      |
| 29    | Dernière actualisation : — |                                                      |                                                      |                                                      |                                                      |                                                      |                                                      |                                                      |                                                      |

### Lignes 31 à 39
| Ligne | Caractéristiques | Caractéristiques                                                                   | Caractéristiques                                                                   | Caractéristiques                                                                   | Caractéristiques                                                                   | Caractéristiques                                                                   | Caractéristiques                                                                   | Caractéristiques                                                                   | Caractéristiques                                                                   |
| 31    | Thônex, Sous-Moulin ⥋ Puplinge, Marquis | Thônex, Sous-Moulin ⥋ Puplinge, Marquis                                            | Thônex, Sous-Moulin ⥋ Puplinge, Marquis                                            | Thônex, Sous-Moulin ⥋ Puplinge, Marquis                                            | Thônex, Sous-Moulin ⥋ Puplinge, Marquis                                            | Thônex, Sous-Moulin ⥋ Puplinge, Marquis                                            | Thônex, Sous-Moulin ⥋ Puplinge, Marquis                                            | Thônex, Sous-Moulin ⥋ Puplinge, Marquis                                            | Thônex, Sous-Moulin ⥋ Puplinge, Marquis                                            |
| ----- | --- | ---------------------------------------------------------------------------------- | ---------------------------------------------------------------------------------- | ---------------------------------------------------------------------------------- | ---------------------------------------------------------------------------------- | ---------------------------------------------------------------------------------- | ---------------------------------------------------------------------------------- | ---------------------------------------------------------------------------------- | ---------------------------------------------------------------------------------- |
| 31    | Ouverture / Fermeture 1er janvier 1972 / — | Longueur 5,652 km                                                                  | Durée 24 min                                                                       | Nb. d’arrêts 18                                                                    | Matériel Citaro Citaro G ie tram 12                                                | Jours de fonctionnement L, Ma, Me, J, V, S, D                                      | Jour / Soir / Nuit / Fêtes O / O / N / O                                           | Voy. / an 535 000                                                                  | Exploitant Genève Tours                                                            |
| 31    | Desserte : - Ville et lieux desservis : Chêne-Bourg (Stade des Trois-Chêne), Thônex (Hôpital des Trois-Chêne, Mon-Idée), Puplinge (Mairie) - Stations et gares desservies : Chêne-Bourg, Peillonnex (12 et 17), Chêne-Bourg, Place Favre (12 et 17) et Gare de Chêne-Bourg. |                                                                                    |                                                                                    |                                                                                    |                                                                                    |                                                                                    |                                                                                    |                                                                                    |                                                                                    |
| 31    | Autre : - Zone traversée : 10. - Amplitudes horaires : La ligne fonctionne tous les jours de 5 h 50 à 0 h 20 environ. - Particularités : La ligne 31 est interlignée avec la ligne 33, chaque bus arrivant au terminus passant d'une ligne à l'autre. - Histoire : Jusqu'au 24 septembre 1989, la ligne portait le numéro 16. - Date de dernière mise à jour : 31 juillet 2025. |                                                                                    |                                                                                    |                                                                                    |                                                                                    |                                                                                    |                                                                                    |                                                                                    |                                                                                    |
| 31    | Dernière actualisation : — |                                                                                    |                                                                                    |                                                                                    |                                                                                    |                                                                                    |                                                                                    |                                                                                    |                                                                                    |
| 32    | Thônex, Sous-Moulin ⥋ Jussy, Meurets (Jussy, Monniaz à certains services) | Thônex, Sous-Moulin ⥋ Jussy, Meurets (Jussy, Monniaz à certains services)          | Thônex, Sous-Moulin ⥋ Jussy, Meurets (Jussy, Monniaz à certains services)          | Thônex, Sous-Moulin ⥋ Jussy, Meurets (Jussy, Monniaz à certains services)          | Thônex, Sous-Moulin ⥋ Jussy, Meurets (Jussy, Monniaz à certains services)          | Thônex, Sous-Moulin ⥋ Jussy, Meurets (Jussy, Monniaz à certains services)          | Thônex, Sous-Moulin ⥋ Jussy, Meurets (Jussy, Monniaz à certains services)          | Thônex, Sous-Moulin ⥋ Jussy, Meurets (Jussy, Monniaz à certains services)          | Thônex, Sous-Moulin ⥋ Jussy, Meurets (Jussy, Monniaz à certains services)          |
| 32    | Ouverture / Fermeture 22 janvier 1946 / — | Longueur 13,227 km                                                                 | Durée 33 (38) min                                                                  | Nb. d’arrêts 24 (28)                                                               | Matériel Citaro Citaro G ie tram 12                                                | Jours de fonctionnement L, Ma, Me, J, V, S, D                                      | Jour / Soir / Nuit / Fêtes O / O / O / O                                           | Voy. / an 691 000                                                                  | Exploitant Genève Tours                                                            |
| 32    | Desserte : - Ville et lieux desservis : Chêne-Bourg, Thônex (Mairie, Église Saint-Pierre, Belle-Terre, Mon-Idée), Puplinge, Presinge, Jussy (Église, Monniaz) - Stations et gares desservies : Thônex, Graveson (12 et 17) et Gare de Chêne-Bourg. |                                                                                    |                                                                                    |                                                                                    |                                                                                    |                                                                                    |                                                                                    |                                                                                    |                                                                                    |
| 32    | Autre : - Zone traversée : 10. - Amplitudes horaires : La ligne fonctionne du lundi au jeudi de 5 h 5 à 1 h 30, les vendredis et samedis de 5 h 5 à 4 h et les dimanches et fêtes de 5 h 10 à 1 h 30 environ. - Service nocturne : Les nuits des vendredis et samedis après 1 h 30, les services nocturnes de la ligne 32 à destination de Jussy desservent Presinge, village. - Particularités : - La ligne est prolongée à certains services de Jussy, Meurets jusqu'à Jussy, Monniaz, essentiellement aux heures de pointe ; - Chaque jour, la première et dernière course desservent le centre horticole de Lullier. - Histoire : Jusqu'au 14 décembre 2019, la ligne portait l'indice C. - Date de dernière mise à jour : 31 juillet 2025. |                                                                                    |                                                                                    |                                                                                    |                                                                                    |                                                                                    |                                                                                    |                                                                                    |                                                                                    |
| 32    | Dernière actualisation : — |                                                                                    |                                                                                    |                                                                                    |                                                                                    |                                                                                    |                                                                                    |                                                                                    |                                                                                    |
| 33    | Genève, Rive ⥋ Puplinge, Marquis | Genève, Rive ⥋ Puplinge, Marquis                                                   | Genève, Rive ⥋ Puplinge, Marquis                                                   | Genève, Rive ⥋ Puplinge, Marquis                                                   | Genève, Rive ⥋ Puplinge, Marquis                                                   | Genève, Rive ⥋ Puplinge, Marquis                                                   | Genève, Rive ⥋ Puplinge, Marquis                                                   | Genève, Rive ⥋ Puplinge, Marquis                                                   | Genève, Rive ⥋ Puplinge, Marquis                                                   |
| 33    | Ouverture / Fermeture 1er janvier 1938 / — | Longueur 9,258 km                                                                  | Durée 34 min                                                                       | Nb. d’arrêts 23                                                                    | Matériel Citaro Citaro G ie tram 12                                                | Jours de fonctionnement L, Ma, Me, J, V, S, D                                      | Jour / Soir / Nuit / Fêtes O / O / O / O                                           | Voy. / an 736 000                                                                  | Exploitant Genève Tours                                                            |
| 33    | Desserte : - Ville et lieux desservis : Genève (Jardin anglais), Cologny, Vandœuvres (Village), Choulex (Chevrier), Puplinge - Stations et gares desservies : Genève, Rive (12 et 17) et Gare de Genève-Eaux-Vives. |                                                                                    |                                                                                    |                                                                                    |                                                                                    |                                                                                    |                                                                                    |                                                                                    |                                                                                    |
| 33    | Autre : - Zone traversée : 10. - Amplitudes horaires : La ligne fonctionne du lundi au jeudi de 5 h 5 à 0 h 35, les vendredis et samedis de 5 h 5 à 3 h 40 et les dimanches et fêtes de 6 h 10 à 0 h 40 environ. - Service nocturne : Les nuits des vendredis et samedis après 0 h 30, les services nocturnes de la ligne 33 conservent le trajet habituel. - Particularités : La ligne 33 est interlignée avec la ligne 31, chaque bus arrivant au terminus passant d'une ligne à l'autre. - Histoire : Jusqu'au 27 septembre 1998, la ligne portait l'indice B. - Date de dernière mise à jour : 31 juillet 2025. |                                                                                    |                                                                                    |                                                                                    |                                                                                    |                                                                                    |                                                                                    |                                                                                    |                                                                                    |
| 33    | Dernière actualisation : — |                                                                                    |                                                                                    |                                                                                    |                                                                                    |                                                                                    |                                                                                    |                                                                                    |                                                                                    |
| 34    | Chêne-Bougeries, Conches place ⥋ Choulex, village | Chêne-Bougeries, Conches place ⥋ Choulex, village                                  | Chêne-Bougeries, Conches place ⥋ Choulex, village                                  | Chêne-Bougeries, Conches place ⥋ Choulex, village                                  | Chêne-Bougeries, Conches place ⥋ Choulex, village                                  | Chêne-Bougeries, Conches place ⥋ Choulex, village                                  | Chêne-Bougeries, Conches place ⥋ Choulex, village                                  | Chêne-Bougeries, Conches place ⥋ Choulex, village                                  | Chêne-Bougeries, Conches place ⥋ Choulex, village                                  |
| 34    | Ouverture / Fermeture 27 septembre 1998 / — | Longueur 8,764 km                                                                  | Durée 30 min                                                                       | Nb. d’arrêts 22                                                                    | Matériel Novus Cityline Sprinter City                                              | Jours de fonctionnement L, Ma, Me, J, V, S, D                                      | Jour / Soir / Nuit / Fêtes O / O / N / O                                           | Voy. / an 125 000                                                                  | Exploitant Genève Tours                                                            |
| 34    | Desserte : - Ville et lieux desservis : Chêne-Bougeries (Parc Stagni), Chêne-Bourg, Thônex (Hôpital des Trois-Chêne), Puplinge (Prison de Champ-Dollon), Vandœuvres, Choulex - Stations et gares desservies : Chêne-Bougeries, Grangettes (12 et 17) et Chêne-Bougeries, Grange-Falquet (12 et 17). |                                                                                    |                                                                                    |                                                                                    |                                                                                    |                                                                                    |                                                                                    |                                                                                    |                                                                                    |
| 34    | Autre : - Zone traversée : 10. - Amplitudes horaires : La ligne fonctionne tous les jours de 5 h 50 à 22 h 50 environ. - Date de dernière mise à jour : 31 juillet 2025. |                                                                                    |                                                                                    |                                                                                    |                                                                                    |                                                                                    |                                                                                    |                                                                                    |                                                                                    |
| 34    | Dernière actualisation : — |                                                                                    |                                                                                    |                                                                                    |                                                                                    |                                                                                    |                                                                                    |                                                                                    |                                                                                    |
| 37    | Thônex, Sous-Moulin ⥋ Jussy, Lullier | Thônex, Sous-Moulin ⥋ Jussy, Lullier                                               | Thônex, Sous-Moulin ⥋ Jussy, Lullier                                               | Thônex, Sous-Moulin ⥋ Jussy, Lullier                                               | Thônex, Sous-Moulin ⥋ Jussy, Lullier                                               | Thônex, Sous-Moulin ⥋ Jussy, Lullier                                               | Thônex, Sous-Moulin ⥋ Jussy, Lullier                                               | Thônex, Sous-Moulin ⥋ Jussy, Lullier                                               | Thônex, Sous-Moulin ⥋ Jussy, Lullier                                               |
| 37    | Ouverture / Fermeture 15 décembre 2019 / — | Longueur 9,007 km                                                                  | Durée 28 min                                                                       | Nb. d’arrêts 24                                                                    | Matériel Citaro ie tram 12                                                         | Jours de fonctionnement L, Ma, Me, J, V, S, D                                      | Jour / Soir / Nuit / Fêtes O / O / N / O                                           | Voy. / an 584 000                                                                  | Exploitant Genève Tours                                                            |
| 37    | Desserte : - Ville et lieux desservis : Chêne-Bourg (Stade des Trois-Chêne), Thônex (Mon-Idée), Puplinge (Mairie), Presinge (Village), Jussy (Lullier) - Stations et gares desservies : Chêne-Bourg, Peillonnex (12 et 17), Chêne-Bourg, Place Favre (12 et 17) et Gare de Chêne-Bourg. |                                                                                    |                                                                                    |                                                                                    |                                                                                    |                                                                                    |                                                                                    |                                                                                    |                                                                                    |
| 37    | Autre : - Zone traversée : 10. - Amplitudes horaires : La ligne fonctionne tous les jours de 5 h 15 à 1 h 15 environ. - Particularités : Le premier et le dernier service suivent le tracé de la ligne 32 entre Jussy, Meurets et Jussy, Centre horticole. - Date de dernière mise à jour : 31 juillet 2025. |                                                                                    |                                                                                    |                                                                                    |                                                                                    |                                                                                    |                                                                                    |                                                                                    |                                                                                    |
| 37    | Dernière actualisation : — |                                                                                    |                                                                                    |                                                                                    |                                                                                    |                                                                                    |                                                                                    |                                                                                    |                                                                                    |
| 38    | Chêne-Bourg, Place Favre ⥋ Hermance, village (Chens-sur-Léman à certains services) | Chêne-Bourg, Place Favre ⥋ Hermance, village (Chens-sur-Léman à certains services) | Chêne-Bourg, Place Favre ⥋ Hermance, village (Chens-sur-Léman à certains services) | Chêne-Bourg, Place Favre ⥋ Hermance, village (Chens-sur-Léman à certains services) | Chêne-Bourg, Place Favre ⥋ Hermance, village (Chens-sur-Léman à certains services) | Chêne-Bourg, Place Favre ⥋ Hermance, village (Chens-sur-Léman à certains services) | Chêne-Bourg, Place Favre ⥋ Hermance, village (Chens-sur-Léman à certains services) | Chêne-Bourg, Place Favre ⥋ Hermance, village (Chens-sur-Léman à certains services) | Chêne-Bourg, Place Favre ⥋ Hermance, village (Chens-sur-Léman à certains services) |
| 38    | Ouverture / Fermeture 15 décembre 2019 / — | Longueur 20,071 km                                                                 | Durée 53 (58) min                                                                  | Nb. d’arrêts 42 (43)                                                               | Matériel Citaro ie tram 12 Scolaire : Citaro G                                     | Jours de fonctionnement L, Ma, Me, J, V, S, D                                      | Jour / Soir / Nuit / Fêtes O / O / N / O                                           | Voy. / an 716 000                                                                  | Exploitant Genève Tours                                                            |
| 38    | Desserte : - Ville et lieux desservis : Chêne-Bourg (Collège de Candolle), Vandœuvres (Village, Centre communal), Choulex, Collonge-Bellerive (La Capite, Vésenaz, Collège de Bois-Caran, Saint-Maurice), Corsier, Anières (Douane, Mairie, Bassy, Chevrens), Hermance, Chens-sur-Léman - Stations et gares desservies : Chêne-Bourg, Place Favre (12 et 17) et Gare de Chêne-Bourg. |                                                                                    |                                                                                    |                                                                                    |                                                                                    |                                                                                    |                                                                                    |                                                                                    |                                                                                    |
| 38    | Autre : - Zones traversées : 10 et 200. - Amplitudes horaires : La ligne fonctionne tous les jours de 5 h 50 à 23 h 55 environ. - Particularités : - En heures de pointe ainsi qu'à quelques services le samedi, la ligne dessert Chens-sur-Léman ; - En période scolaire, des services sont assurés de Chêne-Bourg, Place Favre à Collonge-Bellerive, Bois-Caran. - Date de dernière mise à jour : 19 mai 2025. |                                                                                    |                                                                                    |                                                                                    |                                                                                    |                                                                                    |                                                                                    |                                                                                    |                                                                                    |
| 38    | Dernière actualisation : — |                                                                                    |                                                                                    |                                                                                    |                                                                                    |                                                                                    |                                                                                    |                                                                                    |                                                                                    |
| 39    | Vésenaz, Pointe à la Bise ⥋ Presinge, village | Vésenaz, Pointe à la Bise ⥋ Presinge, village                                      | Vésenaz, Pointe à la Bise ⥋ Presinge, village                                      | Vésenaz, Pointe à la Bise ⥋ Presinge, village                                      | Vésenaz, Pointe à la Bise ⥋ Presinge, village                                      | Vésenaz, Pointe à la Bise ⥋ Presinge, village                                      | Vésenaz, Pointe à la Bise ⥋ Presinge, village                                      | Vésenaz, Pointe à la Bise ⥋ Presinge, village                                      | Vésenaz, Pointe à la Bise ⥋ Presinge, village                                      |
| 39    | Ouverture / Fermeture 16 décembre 2019 / — | Longueur 11,691 km                                                                 | Durée 25 min                                                                       | Nb. d’arrêts 25                                                                    | Matériel Sprinter City Scolaire : Citaro Citaro G ie tram 12                       | Jours de fonctionnement L, Ma, Me, J, V, S                                         | Jour / Soir / Nuit / Fêtes O / N / N / N                                           | Voy. / an 48 000                                                                   | Exploitant Genève Tours                                                            |
| 39    | Desserte : - Ville et lieux desservis : Collonge-Bellerive (Vésenaz, La Capite, La Pallanterie), Meinier (Corsinge, Église), Jussy (Lullier), Presinge (Village) - Stations et gares desservies : Aucune. |                                                                                    |                                                                                    |                                                                                    |                                                                                    |                                                                                    |                                                                                    |                                                                                    |                                                                                    |
| 39    | Autre : - Zone traversée : 10. - Amplitudes horaires : La ligne fonctionne du lundi au vendredi de 6 h 45 à 20 h 40 et le samedi à partir de 6 h 40 environ. - Particularités : En période scolaire, des services sont assurés entre Meinier, Corsinge village et Collonge-Bellerive, Bois-Caran. - Date de dernière mise à jour : 19 mai 2025. |                                                                                    |                                                                                    |                                                                                    |                                                                                    |                                                                                    |                                                                                    |                                                                                    |                                                                                    |
| 39    | Dernière actualisation : — |                                                                                    |                                                                                    |                                                                                    |                                                                                    |                                                                                    |                                                                                    |                                                                                    |                                                                                    |

### Lignes 40 à 48
| Ligne | Caractéristiques | Caractéristiques                                                                                     | Caractéristiques                                                                                     | Caractéristiques                                                                                     | Caractéristiques                                                                                     | Caractéristiques                                                                                     | Caractéristiques                                                                                     | Caractéristiques                                                                                     | Caractéristiques                                                                                     |
| 40    | Grand-Lancy, Stade de Genève ⥋ Chancy, douane (Pougny, gare en heures de pointe en semaine) | Grand-Lancy, Stade de Genève ⥋ Chancy, douane (Pougny, gare en heures de pointe en semaine)          | Grand-Lancy, Stade de Genève ⥋ Chancy, douane (Pougny, gare en heures de pointe en semaine)          | Grand-Lancy, Stade de Genève ⥋ Chancy, douane (Pougny, gare en heures de pointe en semaine)          | Grand-Lancy, Stade de Genève ⥋ Chancy, douane (Pougny, gare en heures de pointe en semaine)          | Grand-Lancy, Stade de Genève ⥋ Chancy, douane (Pougny, gare en heures de pointe en semaine)          | Grand-Lancy, Stade de Genève ⥋ Chancy, douane (Pougny, gare en heures de pointe en semaine)          | Grand-Lancy, Stade de Genève ⥋ Chancy, douane (Pougny, gare en heures de pointe en semaine)          | Grand-Lancy, Stade de Genève ⥋ Chancy, douane (Pougny, gare en heures de pointe en semaine)          |
| ----- | --- | --- | --- | --- | --- | --- | --- | --- | --- |
| 40    | Ouverture / Fermeture 29 mai 1960, / — | Longueur 16,498 km                                                                                   | Durée 42 (43) min                                                                                    | Nb. d’arrêts 25 (26)                                                                                 | Matériel Citaro Citaro G                                                                             | Jours de fonctionnement L, Ma, Me, J, V, S, D                                                        | Jour / Soir / Nuit / Fêtes O / O / O / O                                                             | Voy. / an 1 080 000                                                                                  | Exploitant TPG                                                                                       |
| 40    | Desserte : - Ville et lieux desservis : Lancy (La Praille, Stade de Genève, Petit-Lancy, Centre commercial Lancy Centre), Onex, Confignon, Bernex (Bourg), Avully (Village, Mairie), Chancy (Village, Mairie), Pougny - Stations et gares desservies : Gare de Lancy-Pont-Rouge, Petit-Lancy, place (14), Petit-Lancy, Les Esserts (14), Onex, Bandol (14), Onex, Salle communale (14), Confignon, La Dode (14), Confignon, croisée (14), Bernex, P+R (14), Bernex, Luchepelet (14), Bernex, Vailly (14) et Gare de Pougny - Chancy.                                                                                             | | | | | | | | |
| 40    | Autre : - Zones traversées : 10 et 240. - Amplitudes horaires : La ligne fonctionne du lundi au jeudi de 5 h à 1 h 15, les vendredis et samedis de 5 h à 3 h 25 et les dimanches et fêtes de 5 h 15 à 1 h environ. - Service nocturne : Les nuits des vendredis et samedis après 1 h, les services nocturnes de la ligne 40 sont limités au trajet entre Confignon, croisée et Chancy, douane. - Particularités : En semaine aux heures de pointe, la ligne est prolongée jusqu'à la gare de Pougny - Chancy. - Histoire : Jusqu'au 15 décembre 2024, la ligne portait l'indice K. - Date de dernière mise à jour : 19 mai 2025. | | | | | | | | |
| 40    | Dernière actualisation : — | | | | | | | | |
| 41    | Carouge, Tours ⥋ Chêne-Bourg, gare-Place (Veyrier, Petit-Veyrier un bus sur deux à certaines heures) | Carouge, Tours ⥋ Chêne-Bourg, gare-Place (Veyrier, Petit-Veyrier un bus sur deux à certaines heures) | Carouge, Tours ⥋ Chêne-Bourg, gare-Place (Veyrier, Petit-Veyrier un bus sur deux à certaines heures) | Carouge, Tours ⥋ Chêne-Bourg, gare-Place (Veyrier, Petit-Veyrier un bus sur deux à certaines heures) | Carouge, Tours ⥋ Chêne-Bourg, gare-Place (Veyrier, Petit-Veyrier un bus sur deux à certaines heures) | Carouge, Tours ⥋ Chêne-Bourg, gare-Place (Veyrier, Petit-Veyrier un bus sur deux à certaines heures) | Carouge, Tours ⥋ Chêne-Bourg, gare-Place (Veyrier, Petit-Veyrier un bus sur deux à certaines heures) | Carouge, Tours ⥋ Chêne-Bourg, gare-Place (Veyrier, Petit-Veyrier un bus sur deux à certaines heures) | Carouge, Tours ⥋ Chêne-Bourg, gare-Place (Veyrier, Petit-Veyrier un bus sur deux à certaines heures) |
| 41    | Ouverture / Fermeture 24 septembre 1989 / — | Longueur 11,708 km                                                                                   | Durée 46 (22) min                                                                                    | Nb. d’arrêts 34 (21)                                                                                 | Matériel Citaro Citaro G eCitaro Lion's City Lion's City G                                           | Jours de fonctionnement L, Ma, Me, J, V, S, D                                                        | Jour / Soir / Nuit / Fêtes O / O / O / O                                                             | Voy. / an 837 000                                                                                    | Exploitant Odier                                                                                     |
| 41    | Desserte : - Ville et lieux desservis : Carouge (Tours), Veyrier (Vessy, Bois, Mairie, Grands-Esserts), Thônex, Chêne-Bougeries (Collège Claparède, Parc Stagni), Chêne-Bourg - Stations et gares desservies : Carouge, Rondeau (12 et 18), Chêne-Bourg, Place Favre (12 et 17) et Gare de Chêne-Bourg. | | | | | | | | |
| 41    | Autre : - Zone traversée : 10. - Amplitudes horaires : La ligne fonctionne du lundi au vendredi de 5 h 45 à 0 h 15, le samedi à partir de 6 h 15 et les dimanches et fêtes à partir de 6 h 40 environ. - Service nocturne : Les nuits des vendredis et samedis après 1 h 30, les services nocturnes de la ligne 41 sont limités au trajet entre Carouge, Tours et Veyrier, Petit-Veyrier. - Particularités : En heures de pointe en semaine, un bus sur deux ne circule qu'entre Carouge, Tours et Veyrier, Petit-Veyrier. - Date de dernière mise à jour : 14 août 2025.                                                        | | | | | | | | |
| 41    | Dernière actualisation : — | | | | | | | | |
| 42    | Grand-Lancy, Stade de Genève ⥋ Avusy, village | Grand-Lancy, Stade de Genève ⥋ Avusy, village                                                        | Grand-Lancy, Stade de Genève ⥋ Avusy, village                                                        | Grand-Lancy, Stade de Genève ⥋ Avusy, village                                                        | Grand-Lancy, Stade de Genève ⥋ Avusy, village                                                        | Grand-Lancy, Stade de Genève ⥋ Avusy, village                                                        | Grand-Lancy, Stade de Genève ⥋ Avusy, village                                                        | Grand-Lancy, Stade de Genève ⥋ Avusy, village                                                        | Grand-Lancy, Stade de Genève ⥋ Avusy, village                                                        |
| 42    | Ouverture / Fermeture 11 décembre 2016 / — | Longueur 14,597 km                                                                                   | Durée 39 min                                                                                         | Nb. d’arrêts 26                                                                                      | Matériel Citaro Citaro G                                                                             | Jours de fonctionnement L, Ma, Me, J, V, S, D                                                        | Jour / Soir / Nuit / Fêtes O / O / O / O                                                             | Voy. / an 796 000                                                                                    | Exploitant TPG                                                                                       |
| 42    | Desserte : - Ville et lieux desservis : Lancy (La Praille, Stade de Genève, Petit-Lancy, Centre commercial Lancy Centre), Onex, Confignon, Bernex (Bourg), Cartigny (Mairie), Avully, Avusy (Village) - Stations et gares desservies : Gare de Lancy-Pont-Rouge, Petit-Lancy, place (14), Petit-Lancy, Les Esserts (14), Onex, Bandol (14), Onex, Salle communale (14), Confignon, La Dode (14), Confignon, croisée (14), Bernex, P+R (14), Bernex, Luchepelet (14) et Bernex, Vailly (14). | | | | | | | | |
| 42    | Autre : - Zone traversée : 10. - Amplitudes horaires : La ligne fonctionne du lundi au jeudi de 5 h à 0 h 45, les vendredis et samedis de 5 h à 3 h 50 et les dimanches et fêtes de 5 h à 0 h 45 environ. - Service nocturne : Les nuits des vendredis et samedis après 0 h 50, les services nocturnes de la ligne 42 sont limités au trajet entre Confignon, croisée et Avusy, village. - Histoire : Jusqu'au 15 décembre 2024, la ligne portait l'indice J. - Date de dernière mise à jour : 19 mai 2025. | | | | | | | | |
| 42    | Dernière actualisation : — | | | | | | | | |
| 43    | Plan-les-Ouates, Bellins ⥋ Bernex, Loëx Hôpital (Onex, Vallet en soirée après 22 h 30) | Plan-les-Ouates, Bellins ⥋ Bernex, Loëx Hôpital (Onex, Vallet en soirée après 22 h 30)               | Plan-les-Ouates, Bellins ⥋ Bernex, Loëx Hôpital (Onex, Vallet en soirée après 22 h 30)               | Plan-les-Ouates, Bellins ⥋ Bernex, Loëx Hôpital (Onex, Vallet en soirée après 22 h 30)               | Plan-les-Ouates, Bellins ⥋ Bernex, Loëx Hôpital (Onex, Vallet en soirée après 22 h 30)               | Plan-les-Ouates, Bellins ⥋ Bernex, Loëx Hôpital (Onex, Vallet en soirée après 22 h 30)               | Plan-les-Ouates, Bellins ⥋ Bernex, Loëx Hôpital (Onex, Vallet en soirée après 22 h 30)               | Plan-les-Ouates, Bellins ⥋ Bernex, Loëx Hôpital (Onex, Vallet en soirée après 22 h 30)               | Plan-les-Ouates, Bellins ⥋ Bernex, Loëx Hôpital (Onex, Vallet en soirée après 22 h 30)               |
| 43    | Ouverture / Fermeture 25 septembre 1994 / — | Longueur 7,060 km                                                                                    | Durée 40 (33) min                                                                                    | Nb. d’arrêts 24 (18)                                                                                 | Matériel Citaro K ie bus 10,8                                                                        | Jours de fonctionnement L, Ma, Me, J, V, S, D                                                        | Jour / Soir / Nuit / Fêtes O / O / N / O                                                             | Voy. / an 1 194 000                                                                                  | Exploitant Odier                                                                                     |
| 43    | Desserte : - Ville et lieux desservis : Plan-les-Ouates, Lancy (Préventorium, Stade de Genève, La Praille, Mairie, Cimetière du Grand-Lancy), Onex (Église Saint-Martin), Confignon (Cressy), Bernex (Hôpital de Loëx) - Stations et gares desservies : Gare de Lancy-Bachet, Gare de Lancy-Pont-Rouge à la station Lancy-Pont-Rouge, gare/Étoile (15 et 17), Grand-Lancy, Mairie de Lancy (15), Grand-Lancy, Place du 1er-Août (15) et Onex, Salle communale (14). | | | | | | | | |
| 43    | Autre : - Zone traversée : 10. - Amplitudes horaires : La ligne fonctionne tous les jours de 4 h 55 à 0 h 5 environ. - Particularités : En soirée après 22 h 30, le tronçon entre Onex, Vallet et Bernex, Loëx Hôpital n'est pas desservi. - Date de dernière mise à jour : 31 mai 2025. | | | | | | | | |
| 43    | Dernière actualisation : — | | | | | | | | |
| 44    | Carouge, Tours ⥋ Croix-de-Rozon, douane | Carouge, Tours ⥋ Croix-de-Rozon, douane                                                              | Carouge, Tours ⥋ Croix-de-Rozon, douane                                                              | Carouge, Tours ⥋ Croix-de-Rozon, douane                                                              | Carouge, Tours ⥋ Croix-de-Rozon, douane                                                              | Carouge, Tours ⥋ Croix-de-Rozon, douane                                                              | Carouge, Tours ⥋ Croix-de-Rozon, douane                                                              | Carouge, Tours ⥋ Croix-de-Rozon, douane                                                              | Carouge, Tours ⥋ Croix-de-Rozon, douane                                                              |
| 44    | Ouverture / Fermeture 5 octobre 1952 / — | Longueur 4,823 km                                                                                    | Durée 20 min                                                                                         | Nb. d’arrêts 12                                                                                      | Matériel Citaro G                                                                                    | Jours de fonctionnement L, Ma, Me, J, V, S, D                                                        | Jour / Soir / Nuit / Fêtes O / O / O / O                                                             | Voy. / an 612 000                                                                                    | Exploitant TPG                                                                                       |
| 44    | Desserte : - Ville et lieux desservis : Carouge (Tours), Veyrier, Troinex, Plan-les-Ouates, Bardonnex (Douane de La Croix-de-Rozon) - Stations et gares desservies : Carouge, Rondeau (12 et 18). | | | | | | | | |
| 44    | Autre : - Zone traversée : 10. - Amplitudes horaires : La ligne fonctionne du lundi au vendredi de 5 h 35 à 0 h 25, les samedis à partir de 6 h et les dimanches et fêtes à partir de 6 h 15 environ. - Service nocturne : Les nuits des vendredis et samedis après 1 h 20, les services nocturnes de la ligne 44 conservent le trajet habituel. - Histoire : Jusqu'au 28 mai 2000, la ligne portait l'indice H ; elle a succédé au chemin de fer Carouge - Croix-de-Rozon,. - Date de dernière mise à jour : 19 mai 2025. | | | | | | | | |
| 44    | Dernière actualisation : — | | | | | | | | |
| 45    | Carouge, Tours ⥋ Troinex, ville | Carouge, Tours ⥋ Troinex, ville                                                                      | Carouge, Tours ⥋ Troinex, ville                                                                      | Carouge, Tours ⥋ Troinex, ville                                                                      | Carouge, Tours ⥋ Troinex, ville                                                                      | Carouge, Tours ⥋ Troinex, ville                                                                      | Carouge, Tours ⥋ Troinex, ville                                                                      | Carouge, Tours ⥋ Troinex, ville                                                                      | Carouge, Tours ⥋ Troinex, ville                                                                      |
| 45    | Ouverture / Fermeture 28 mai 1995 / — | Longueur 3,655 km                                                                                    | Durée 18 min                                                                                         | Nb. d’arrêts 12                                                                                      | Matériel Citaro G                                                                                    | Jours de fonctionnement L, Ma, Me, J, V, S, D                                                        | Jour / Soir / Nuit / Fêtes O / O / O / O                                                             | Voy. / an 524 000                                                                                    | Exploitant TPG                                                                                       |
| 45    | Desserte : - Ville et lieux desservis : Carouge (Tours), Veyrier, Troinex (Mairie) - Stations et gares desservies : Carouge, Rondeau (12 et 18). | | | | | | | | |
| 45    | Autre : - Zone traversée : 10. - Amplitudes horaires : La ligne fonctionne du lundi au vendredi de 5 h 35 à 0 h 10, les samedis à partir de 5 h 25 et les dimanches et fêtes à partir de 6 h 30 environ. - Service nocturne : Les nuits des vendredis et samedis après 0 h 50, les services nocturnes de la ligne 45 conservent le trajet habituel. - Date de dernière mise à jour : 19 mai 2025. | | | | | | | | |
| 45    | Dernière actualisation : — | | | | | | | | |
| 46    | Grand-Lancy, Stade de Genève ⥋ Bardonnex, village | Grand-Lancy, Stade de Genève ⥋ Bardonnex, village                                                    | Grand-Lancy, Stade de Genève ⥋ Bardonnex, village                                                    | Grand-Lancy, Stade de Genève ⥋ Bardonnex, village                                                    | Grand-Lancy, Stade de Genève ⥋ Bardonnex, village                                                    | Grand-Lancy, Stade de Genève ⥋ Bardonnex, village                                                    | Grand-Lancy, Stade de Genève ⥋ Bardonnex, village                                                    | Grand-Lancy, Stade de Genève ⥋ Bardonnex, village                                                    | Grand-Lancy, Stade de Genève ⥋ Bardonnex, village                                                    |
| 46    | Ouverture / Fermeture 28 mai 1995 / — | Longueur 5,710 km                                                                                    | Durée 18 min                                                                                         | Nb. d’arrêts 13                                                                                      | Matériel Citaro                                                                                      | Jours de fonctionnement L, Ma, Me, J, V, S, D                                                        | Jour / Soir / Nuit / Fêtes O / O / O / O                                                             | Voy. / an 257 000                                                                                    | Exploitant TPG                                                                                       |
| 46    | Desserte : - Ville et lieux desservis : Lancy (Stade de Genève, La Praille), Plan-les-Ouates, Bardonnex (Village) - Stations et gares desservies : Gare de Lancy-Bachet. | | | | | | | | |
| 46    | Autre : - Zone traversée : 10. - Amplitudes horaires : La ligne fonctionne du lundi au vendredi de 4 h 55 à 0 h 20 et les samedis, dimanches et fêtes à partir de 6 h 40 environ. - Service nocturne : Les nuits des vendredis et samedis après 0 h 20, les services nocturnes de la ligne 46 conservent le trajet habituel - Histoire : Jusqu'au 28 mai 1995, la ligne portait l'indice M. - Date de dernière mise à jour : 19 mai 2025. | | | | | | | | |
| 46    | Dernière actualisation : — | | | | | | | | |
| 47    | Confignon, croisée ⥋ Bernex, Lully croisée | Confignon, croisée ⥋ Bernex, Lully croisée                                                           | Confignon, croisée ⥋ Bernex, Lully croisée                                                           | Confignon, croisée ⥋ Bernex, Lully croisée                                                           | Confignon, croisée ⥋ Bernex, Lully croisée                                                           | Confignon, croisée ⥋ Bernex, Lully croisée                                                           | Confignon, croisée ⥋ Bernex, Lully croisée                                                           | Confignon, croisée ⥋ Bernex, Lully croisée                                                           | Confignon, croisée ⥋ Bernex, Lully croisée                                                           |
| 47    | Ouverture / Fermeture 25 septembre 1994 / — | Longueur 4,697 km                                                                                    | Durée 15 min                                                                                         | Nb. d’arrêts 12                                                                                      | Matériel eCitaro ie tram 12 Dimanche : Sprinter City                                                 | Jours de fonctionnement L, Ma, Me, J, V, S, D                                                        | Jour / Soir / Nuit / Fêtes O / O / N / O                                                             | Voy. / an 226 000                                                                                    | Exploitant Odier Dimanche : Globe Limousines                                                         |
| 47    | Desserte : - Ville et lieux desservis : Confignon et Bernex (Village, Mairie, Sézenove) - Stations et gares desservies : Bernex, P+R (14) et Confignon, croisée (14). | | | | | | | | |
| 47    | Autre : - Zone traversée : 10. - Amplitudes horaires : La ligne fonctionne tous les jours de 4 h 50 à 1 h 15 environ. - Particularités : La ligne 47 est interlignée avec la ligne 48, chaque bus arrivant au terminus passant d'une ligne à l'autre. - Histoire : Jusqu'au 27 septembre 1998, la ligne portait l'indice 42bis ; la ligne est transformée en ligne circulaire le 13 décembre 2020. - Date de dernière mise à jour : 19 mai 2025. | | | | | | | | |
| 47    | Dernière actualisation : — | | | | | | | | |
| 48    | Plan-les-Ouates, ZIPLO ⥋ Confignon, croisée | Plan-les-Ouates, ZIPLO ⥋ Confignon, croisée                                                          | Plan-les-Ouates, ZIPLO ⥋ Confignon, croisée                                                          | Plan-les-Ouates, ZIPLO ⥋ Confignon, croisée                                                          | Plan-les-Ouates, ZIPLO ⥋ Confignon, croisée                                                          | Plan-les-Ouates, ZIPLO ⥋ Confignon, croisée                                                          | Plan-les-Ouates, ZIPLO ⥋ Confignon, croisée                                                          | Plan-les-Ouates, ZIPLO ⥋ Confignon, croisée                                                          | Plan-les-Ouates, ZIPLO ⥋ Confignon, croisée                                                          |
| 48    | Ouverture / Fermeture 13 décembre 2020 / — | Longueur —                                                                                           | Durée 31 min                                                                                         | Nb. d’arrêts 20                                                                                      | Matériel eCitaro ie tram 12 Dimanche : Sprinter City                                                 | Jours de fonctionnement L, Ma, Me, J, V, S, D                                                        | Jour / Soir / Nuit / Fêtes O / O / O / O                                                             | Voy. / an 260 000                                                                                    | Exploitant Odier Dimanche : Globe Limousines                                                         |
| 48    | Desserte : - Ville et lieux desservis : Plan-les-Ouates (ZIPLO), Perly-Certoux (Mairie, Village), Bernex (Lully), Confignon (Mairie) - Stations et gares desservies : Plan-les-Ouates, ZIPLO (15), Plan-les-Ouates, Le Rolliet (15) et Confignon, croisée (14). | | | | | | | | |
| 48    | Autre : - Zone traversée : 10. - Amplitudes horaires : La ligne fonctionne tous les jours de 5 h à 1 h environ. - Service nocturne : Les nuits des vendredis et samedis après 0 h 50, les services nocturnes de la ligne 48 conservent le trajet habituel. - Particularités : La ligne 48 est interlignée avec la ligne 47, chaque bus arrivant au terminus passant d'une ligne à l'autre. - Date de dernière mise à jour : 14 août 2025. | | | | | | | | |
| 48    | Dernière actualisation : — | | | | | | | | |

Une ligne 49 reliant Veyrier, Troinex et la gare de Lancy-Bachet est en projet pour une date restant à déterminer, sa mise en œuvre nécessitant des travaux de voirie faisant l'objet de recours.

### Lignes 50 à 59
| Ligne | Caractéristiques | Caractéristiques                                                                                      | Caractéristiques                                                                                      | Caractéristiques                                                                                      | Caractéristiques                                                                                      | Caractéristiques                                                                                      | Caractéristiques                                                                                      | Caractéristiques                                                                                      | Caractéristiques                                                                                      |
| 50    | Genève-Aéroport, Terminal ⥋ Versoix, Centre sportif | Genève-Aéroport, Terminal ⥋ Versoix, Centre sportif                                                   | Genève-Aéroport, Terminal ⥋ Versoix, Centre sportif                                                   | Genève-Aéroport, Terminal ⥋ Versoix, Centre sportif                                                   | Genève-Aéroport, Terminal ⥋ Versoix, Centre sportif                                                   | Genève-Aéroport, Terminal ⥋ Versoix, Centre sportif                                                   | Genève-Aéroport, Terminal ⥋ Versoix, Centre sportif                                                   | Genève-Aéroport, Terminal ⥋ Versoix, Centre sportif                                                   | Genève-Aéroport, Terminal ⥋ Versoix, Centre sportif                                                   |
| ----- | --- | --- | --- | --- | --- | --- | --- | --- | --- |
| 50    | Ouverture / Fermeture 29 septembre 1990 / — | Longueur 13,083 km                                                                                    | Durée 35 min                                                                                          | Nb. d’arrêts 28                                                                                       | Matériel Citaro Citaro G                                                                              | Jours de fonctionnement L, Ma, Me, J, V, S, D                                                         | Jour / Soir / Nuit / Fêtes O / O / N / O                                                              | Voy. / an 826 000                                                                                     | Exploitant TPG                                                                                        |
| 50    | Desserte : - Ville et lieux desservis : Le Grand-Saconnex (Aéroport, Palexpo, Mairie), Bellevue, Genthod (Village), Versoix (Mairie, Collège du Léman, Centre sportif de La Bécassière) - Stations et gares desservies : Gare de Genève-Aéroport, Gare de Versoix et Gare de Pont-Céard. | | | | | | | | |
| 50    | Autre : - Zone traversée : 10. - Amplitudes horaires : La ligne fonctionne tous les jours de 4 h 40 à 0 h 45 environ. - Histoire : Jusqu'au 15 décembre 2019, la ligne portait l'indice V. - Date de dernière mise à jour : 16 août 2025. | | | | | | | | |
| 50    | Dernière actualisation : — | | | | | | | | |
| 51    | Vernier, CO Renard ⥋ Genève, Nations | Vernier, CO Renard ⥋ Genève, Nations                                                                  | Vernier, CO Renard ⥋ Genève, Nations                                                                  | Vernier, CO Renard ⥋ Genève, Nations                                                                  | Vernier, CO Renard ⥋ Genève, Nations                                                                  | Vernier, CO Renard ⥋ Genève, Nations                                                                  | Vernier, CO Renard ⥋ Genève, Nations                                                                  | Vernier, CO Renard ⥋ Genève, Nations                                                                  | Vernier, CO Renard ⥋ Genève, Nations                                                                  |
| 51    | Ouverture / Fermeture 1er janvier 1993 / — | Longueur —                                                                                            | Durée 43 min                                                                                          | Nb. d’arrêts 30                                                                                       | Matériel Citaro eCitaro Citaro G                                                                      | Jours de fonctionnement L, Ma, Me, J, V, S, D                                                         | Jour / Soir / Nuit / Fêtes O / O / N / O                                                              | Voy. / an 852 000                                                                                     | Exploitant Globe Limousines                                                                           |
| 51    | Desserte : - Ville et lieux desservis : Vernier (Le Lignon, Centre sportif du Bois-des-Frères), Genève (Parc des Franchises, Collège Rousseau, Palais des Nations), (Le Petit-Saconnex, Parc Trembley) - Stations et gares desservies : Vernier, Bouchet (14 et 18) et Genève, Nations (15). | | | | | | | | |
| 51    | Autre : - Zone traversée : 10. - Amplitudes horaires : La ligne fonctionne du lundi au vendredi de 5 h à 0 h 50 et les samedis, dimanches et fêtes à partir de 5 h 15 environ. - Histoire : La ligne a pris le relais de l'ancien réseau de bus municipal de Vernier, les Transports publics verniolans, créés en 1978. Cette curiosité réside dans l'absence de dialogue entre la CGTE et la ville de Vernier pour la desserte de l'école de Balexert ce qui pousse le service des sports municipal à prendre en charge la desserte, d'abord comme desserte scolaire improvisée le gardien de la piscine faisant office de conducteur ! puis à partir du 17 mars 1979 sous une forme plus organisée avec du personnel dédié et se transforme au fil des années 1980 en un vrai réseau de transport municipal. Dès 1983, la tarification est alignée sur celle des TPG puis en janvier 1989 les TPV rejoignent la communauté tarifaire genevoise nouvellement créée. En 1993, un accord avec les TPG sont signées et les TPV deviennent sous-traitant de leurs lignes qui deviennent les lignes 51 et 52 des TPG. Cette curiosité prend fin en 2011 avec la sous-traitance de la ligne 51 à Globe Limousines ; la 52 ayant été supprimée en décembre 2009, - Date de dernière mise à jour : 20 août 2025. | | | | | | | | |
| 51    | Dernière actualisation : — | | | | | | | | |
| 52    | Genthod, Les Hauts ⥋ Versonnex, village (Bossy après 20 h 15 et les week-ends et fêtes) | Genthod, Les Hauts ⥋ Versonnex, village (Bossy après 20 h 15 et les week-ends et fêtes)               | Genthod, Les Hauts ⥋ Versonnex, village (Bossy après 20 h 15 et les week-ends et fêtes)               | Genthod, Les Hauts ⥋ Versonnex, village (Bossy après 20 h 15 et les week-ends et fêtes)               | Genthod, Les Hauts ⥋ Versonnex, village (Bossy après 20 h 15 et les week-ends et fêtes)               | Genthod, Les Hauts ⥋ Versonnex, village (Bossy après 20 h 15 et les week-ends et fêtes)               | Genthod, Les Hauts ⥋ Versonnex, village (Bossy après 20 h 15 et les week-ends et fêtes)               | Genthod, Les Hauts ⥋ Versonnex, village (Bossy après 20 h 15 et les week-ends et fêtes)               | Genthod, Les Hauts ⥋ Versonnex, village (Bossy après 20 h 15 et les week-ends et fêtes)               |
| 52    | Ouverture / Fermeture 1er novembre 1952 / — | Longueur 10,255 km                                                                                    | Durée 28 (30) min                                                                                     | Nb. d’arrêts 23 (25)                                                                                  | Matériel Citaro eCitaro Scolaire : Citaro G                                                           | Jours de fonctionnement L, Ma, Me, J, V, S, D                                                         | Jour / Soir / Nuit / Fêtes O / O / O / O                                                              | Voy. / an 345 000                                                                                     | Exploitant Globe Limousines Scolaire : TPG                                                            |
| 52    | Desserte : - Ville et lieux desservis : Genthod (Village, Centre ornithologique), Bellevue (Mairie), Collex-Bossy (Village), Versonnex (Bois-Chatton, Village) - Stations et gares desservies : Gare de Genthod - Bellevue et Gare des Tuileries. | | | | | | | | |
| 52    | Autre : - Zones traversées : 10 et 250. - Amplitudes horaires : La ligne fonctionne tous les jours de 5 h à 0 h 30 environ. - Service nocturne : Les nuits des vendredis et samedis après 1 h, les services nocturnes de la ligne 52 conservent le trajet habituel jusqu'à Bossy. - Particularités : En semaine, la ligne dessert Versonnex, village jusqu'à 20 h 15. - Histoire : Jusqu'au 15 décembre 2019, la ligne portait l'indice Z. - Date de dernière mise à jour : 17 août 2025. | | | | | | | | |
| 52    | Dernière actualisation : — | | | | | | | | |
| 53    | Vernier, Parfumerie ⥋ Bellevue, Valavran (Grand-Saconnex, place après 21 h et les dimanches et fêtes) | Vernier, Parfumerie ⥋ Bellevue, Valavran (Grand-Saconnex, place après 21 h et les dimanches et fêtes) | Vernier, Parfumerie ⥋ Bellevue, Valavran (Grand-Saconnex, place après 21 h et les dimanches et fêtes) | Vernier, Parfumerie ⥋ Bellevue, Valavran (Grand-Saconnex, place après 21 h et les dimanches et fêtes) | Vernier, Parfumerie ⥋ Bellevue, Valavran (Grand-Saconnex, place après 21 h et les dimanches et fêtes) | Vernier, Parfumerie ⥋ Bellevue, Valavran (Grand-Saconnex, place après 21 h et les dimanches et fêtes) | Vernier, Parfumerie ⥋ Bellevue, Valavran (Grand-Saconnex, place après 21 h et les dimanches et fêtes) | Vernier, Parfumerie ⥋ Bellevue, Valavran (Grand-Saconnex, place après 21 h et les dimanches et fêtes) | Vernier, Parfumerie ⥋ Bellevue, Valavran (Grand-Saconnex, place après 21 h et les dimanches et fêtes) |
| 53    | Ouverture / Fermeture 28 septembre 1997 / — | Longueur 11,870 km                                                                                    | Durée 38 (30) min                                                                                     | Nb. d’arrêts 34 (27)                                                                                  | Matériel Citaro                                                                                       | Jours de fonctionnement L, Ma, Me, J, V, S, D                                                         | Jour / Soir / Nuit / Fêtes O / O / N / O                                                              | Voy. / an 990 000                                                                                     | Exploitant TPG                                                                                        |
| 53    | Desserte : - Ville et lieux desservis : Vernier (Mairie, Village), Genève (Collège Rousseau), Le Grand-Saconnex (Mairie), Pregny-Chambésy, Bellevue (Colovrex) - Stations et gares desservies : Gare de Vernier et Vernier, Blandonnet (14 et 18). | | | | | | | | |
| 53    | Autre : - Zone traversée : 10. - Amplitudes horaires : La ligne fonctionne du lundi au vendredi de 4 h 50 à 0 h 20, le samedi à partir de 4 h 50 et les dimanches et fêtes à partir de 5 h 50 environ. - Particularités : Après 20 h 45 et les dimanches et fêtes, le tronçon entre Grand-Saconnex, place et Bellevue, Valavran n'est pas desservi. - Date de dernière mise à jour : 16 août 2025. | | | | | | | | |
| 53    | Dernière actualisation : — | | | | | | | | |
| 54    | Genève-Aéroport, Terminal ⥋ Versoix, Centre sportif | Genève-Aéroport, Terminal ⥋ Versoix, Centre sportif                                                   | Genève-Aéroport, Terminal ⥋ Versoix, Centre sportif                                                   | Genève-Aéroport, Terminal ⥋ Versoix, Centre sportif                                                   | Genève-Aéroport, Terminal ⥋ Versoix, Centre sportif                                                   | Genève-Aéroport, Terminal ⥋ Versoix, Centre sportif                                                   | Genève-Aéroport, Terminal ⥋ Versoix, Centre sportif                                                   | Genève-Aéroport, Terminal ⥋ Versoix, Centre sportif                                                   | Genève-Aéroport, Terminal ⥋ Versoix, Centre sportif                                                   |
| 54    | Ouverture / Fermeture 5 juillet 2021 / — | Longueur —                                                                                            | Durée 37 min                                                                                          | Nb. d’arrêts 27                                                                                       | Matériel Citaro Citaro G                                                                              | Jours de fonctionnement L, Ma, Me, J, V, S, D                                                         | Jour / Soir / Nuit / Fêtes O / O / N / O                                                              | Voy. / an 102 000                                                                                     | Exploitant TPG                                                                                        |
| 54    | Desserte : - Ville et lieux desservis : Le Grand-Saconnex (Aéroport, Palexpo), Bellevue, Collex-Bossy, Versoix (Mairie, Collège du Léman, Centre sportif de La Bécassière) - Stations et gares desservies : Gare de Genève-Aéroport et Gare de Versoix. | | | | | | | | |
| 54    | Autre : - Zone traversée : 10. - Amplitudes horaires : La ligne fonctionne tous les jours de 5 h 10 à 0 h 30 environ. - Date de dernière mise à jour : 16 août 2025. | | | | | | | | |
| 54    | Dernière actualisation : — | | | | | | | | |
| 55    | Genève-Aéroport, Terminal ⥋ Chavannes-des-Bois | Genève-Aéroport, Terminal ⥋ Chavannes-des-Bois                                                        | Genève-Aéroport, Terminal ⥋ Chavannes-des-Bois                                                        | Genève-Aéroport, Terminal ⥋ Chavannes-des-Bois                                                        | Genève-Aéroport, Terminal ⥋ Chavannes-des-Bois                                                        | Genève-Aéroport, Terminal ⥋ Chavannes-des-Bois                                                        | Genève-Aéroport, Terminal ⥋ Chavannes-des-Bois                                                        | Genève-Aéroport, Terminal ⥋ Chavannes-des-Bois                                                        | Genève-Aéroport, Terminal ⥋ Chavannes-des-Bois                                                        |
| 55    | Ouverture / Fermeture 14 décembre 2015 / — | Longueur —                                                                                            | Durée 47 min                                                                                          | Nb. d’arrêts 33                                                                                       | Matériel Citaro                                                                                       | Jours de fonctionnement L, Ma, Me, J, V, S, D                                                         | Jour / Soir / Nuit / Fêtes O / O / O / O                                                              | Voy. / an 306 000                                                                                     | Exploitant TPG                                                                                        |
| 55    | Desserte : - Ville et lieux desservis : Le Grand-Saconnex (Aéroport, Palexpo, Mairie), Bellevue, Collex-Bossy (Bourg), Versoix (Mairie, Collège du Léman, Cynodrome, Observatoire de Genève), Chavannes-des-Bois (VD ; Bourg) - Stations et gares desservies : Gare de Genève-Aéroport et Gare de Versoix. | | | | | | | | |
| 55    | Autre : - Zone traversée : 10. - Amplitudes horaires : La ligne fonctionne du lundi au samedi de 5 h 10 à 0 h 30 et les dimanches et fêtes à partir de 5 h 10 à 0 h 20 environ. - Service nocturne : Les nuits des vendredis et samedis après 1 h, les services nocturnes de la ligne 55 sont limitées au trajet entre Bossy et Chavannes-des-Bois. - Histoire : Jusqu'au 15 décembre 2019, la ligne portait l'indice U. - Date de dernière mise à jour : 20 août 2025. | | | | | | | | |
| 55    | Dernière actualisation : — | | | | | | | | |
| 57    | Genève-Aéroport, Terminal ⥋ ZIMEYSA, gare | Genève-Aéroport, Terminal ⥋ ZIMEYSA, gare                                                             | Genève-Aéroport, Terminal ⥋ ZIMEYSA, gare                                                             | Genève-Aéroport, Terminal ⥋ ZIMEYSA, gare                                                             | Genève-Aéroport, Terminal ⥋ ZIMEYSA, gare                                                             | Genève-Aéroport, Terminal ⥋ ZIMEYSA, gare                                                             | Genève-Aéroport, Terminal ⥋ ZIMEYSA, gare                                                             | Genève-Aéroport, Terminal ⥋ ZIMEYSA, gare                                                             | Genève-Aéroport, Terminal ⥋ ZIMEYSA, gare                                                             |
| 57    | Ouverture / Fermeture 13 décembre 2009 / — | Longueur 10,344 km                                                                                    | Durée 38 min                                                                                          | Nb. d’arrêts 33                                                                                       | Matériel Citaro eCitaro                                                                               | Jours de fonctionnement L, Ma, Me, J, V, S, D                                                         | Jour / Soir / Nuit / Fêtes O / O / N / O                                                              | Voy. / an 968 000                                                                                     | Exploitant Globe Limousines                                                                           |
| 57    | Desserte : - Ville et lieux desservis : Le Grand-Saconnex (Aéroport), Vernier (Mairie), Meyrin (Mairie, La Gravière, Village, Hôpital de La Tour, Zone industrielle ZIMEYSA), Satigny - Stations et gares desservies : Gare de Genève-Aéroport, Vernier, Blandonnet (14 et 18), Gare de Vernier, Gare de Meyrin, Meyrin, Jardin-Alpin-Vivarium (14 et 18), Meyrin, Forumeyrin (14), Meyrin, Gravière (14), Meyrin, village (18), Meyrin, Hôpital de La Tour (18) et Gare de Zimeysa. | | | | | | | | |
| 57    | Autre : - Zone traversée : 10. - Amplitudes horaires : La ligne fonctionne tous les jours de 4 h 30 à 0 h environ. - Date de dernière mise à jour : 16 août 2025. | | | | | | | | |
| 57    | Dernière actualisation : — | | | | | | | | |
| 58    | Grand-Saconnex, Palexpo ⥋ Grand-Saconnex, Tunnel Routier | Grand-Saconnex, Palexpo ⥋ Grand-Saconnex, Tunnel Routier                                              | Grand-Saconnex, Palexpo ⥋ Grand-Saconnex, Tunnel Routier                                              | Grand-Saconnex, Palexpo ⥋ Grand-Saconnex, Tunnel Routier                                              | Grand-Saconnex, Palexpo ⥋ Grand-Saconnex, Tunnel Routier                                              | Grand-Saconnex, Palexpo ⥋ Grand-Saconnex, Tunnel Routier                                              | Grand-Saconnex, Palexpo ⥋ Grand-Saconnex, Tunnel Routier                                              | Grand-Saconnex, Palexpo ⥋ Grand-Saconnex, Tunnel Routier                                              | Grand-Saconnex, Palexpo ⥋ Grand-Saconnex, Tunnel Routier                                              |
| 58    | Ouverture / Fermeture 18 août 2025 / — | Longueur —                                                                                            | Durée 6 min                                                                                           | Nb. d’arrêts 5                                                                                        | Matériel e-Atak Novus Cityline Sprinter City                                                          | Jours de fonctionnement L, Ma, Me, J, V, S, D                                                         | Jour / Soir / Nuit / Fêtes O / O / N / O                                                              | Voy. / an —                                                                                           | Exploitant Globe Limousines                                                                           |
| 58    | Desserte : - Ville et lieux desservis : Le Grand-Saconnex (Palexpo, Place de Carantec) - Stations et gares desservies : Aucune. | | | | | | | | |
| 58    | Autre : - Zone traversée : 10. - Amplitudes horaires : La ligne fonctionne tous les jours 5 h 15 à 0 h 30 environ. - Navette provisoire : Durant les travaux de prolongement du tramway entre Nations et Ferney, la navette provisoire 58 circule entre Palexpo et Tunnel Routier pour desservir le quartier de Susette et assurer une correspondance avec les lignes 5 et 8 à Grand-Saconnex, place. - Date de dernière mise à jour : 20 août 2025. | | | | | | | | |
| 58    | Dernière actualisation : — | | | | | | | | |
| 59    | Genève-Aéroport, Terminal ⥋ Chambésy, Plage du Vengeron | Genève-Aéroport, Terminal ⥋ Chambésy, Plage du Vengeron                                               | Genève-Aéroport, Terminal ⥋ Chambésy, Plage du Vengeron                                               | Genève-Aéroport, Terminal ⥋ Chambésy, Plage du Vengeron                                               | Genève-Aéroport, Terminal ⥋ Chambésy, Plage du Vengeron                                               | Genève-Aéroport, Terminal ⥋ Chambésy, Plage du Vengeron                                               | Genève-Aéroport, Terminal ⥋ Chambésy, Plage du Vengeron                                               | Genève-Aéroport, Terminal ⥋ Chambésy, Plage du Vengeron                                               | Genève-Aéroport, Terminal ⥋ Chambésy, Plage du Vengeron                                               |
| 59    | Ouverture / Fermeture 16 décembre 2019 / — | Longueur —                                                                                            | Durée 24 min                                                                                          | Nb. d’arrêts 18                                                                                       | Matériel Sprinter City                                                                                | Jours de fonctionnement L, Ma, Me, J, V, S, D                                                         | Jour / Soir / Nuit / Fêtes O / O / N / O                                                              | Voy. / an 91 000                                                                                      | Exploitant Globe Limousines                                                                           |
| 59    | Desserte : - Ville et lieux desservis : Le Grand-Saconnex (Aéroport international de Genève, Palexpo, Mairie), Bellevue, Pregny-Chambésy (Plage du Vengeron) - Stations et gares desservies : Gare de Genève-Aéroport et Gare de Chambésy. | | | | | | | | |
| 59    | Autre : - Zone traversée : 10. - Amplitudes horaires : La ligne fonctionne tous les jours de 4 h 55 à 0 h 55 environ. - Date de dernière mise à jour : 16 août 2025. | | | | | | | | |
| 59    | Dernière actualisation : — | | | | | | | | |

### Lignes 60 à 69
| Ligne | Caractéristiques | Caractéristiques                                                                                      | Caractéristiques                                                                                      | Caractéristiques                                                                                      | Caractéristiques                                                                                      | Caractéristiques                                                                                      | Caractéristiques                                                                                      | Caractéristiques                                                                                      | Caractéristiques                                                                                      |
| 60    | Genève, gare Cornavin ⥋ Gex, L'Aiglette (Ferney, mairie un bus sur deux) | Genève, gare Cornavin ⥋ Gex, L'Aiglette (Ferney, mairie un bus sur deux)                              | Genève, gare Cornavin ⥋ Gex, L'Aiglette (Ferney, mairie un bus sur deux)                              | Genève, gare Cornavin ⥋ Gex, L'Aiglette (Ferney, mairie un bus sur deux)                              | Genève, gare Cornavin ⥋ Gex, L'Aiglette (Ferney, mairie un bus sur deux)                              | Genève, gare Cornavin ⥋ Gex, L'Aiglette (Ferney, mairie un bus sur deux)                              | Genève, gare Cornavin ⥋ Gex, L'Aiglette (Ferney, mairie un bus sur deux)                              | Genève, gare Cornavin ⥋ Gex, L'Aiglette (Ferney, mairie un bus sur deux)                              | Genève, gare Cornavin ⥋ Gex, L'Aiglette (Ferney, mairie un bus sur deux)                              |
| ----- | --- | --- | --- | --- | --- | --- | --- | --- | --- |
| 60    | Ouverture / Fermeture 1er février 1938 / — | Longueur —                                                                                            | Durée 55 (17) min                                                                                     | Nb. d’arrêts 26 (12)                                                                                  | Matériel Citaro G Lion's City G                                                                       | Jours de fonctionnement L, Ma, Me, J, V, S, D                                                         | Jour / Soir / Nuit / Fêtes O / O / O / O                                                              | Voy. / an 5 247 000                                                                                   | Exploitant RDTA                                                                                       |
| 60    | Desserte : - Ville et lieux desservis : Genève (Basilique Notre-Dame, Parc des Cropettes, Parc de Vermont, Église Saint-Nicolas-de-Flue, Nations, Musée international de la Croix-Rouge et du Croissant-Rouge, Comité international de la Croix-Rouge, Organisation internationale du travail), Pregny-Chambésy (Organisation mondiale de la santé), Le Grand-Saconnex, Ferney-Voltaire (Mairie, Château de Ferney-Voltaire), Ornex (Bourgs d'Ornex et de Maconnex), Ségny (Mairie), Cessy (Mairie), Gex (Mairie, Zone commerciale) - Stations et gares desservies : Gare de Genève-Cornavin et Genève, Nations (15). | | | | | | | | |
| 60    | Autre : - Zones traversées : 10 et 250. - Amplitudes horaires : La ligne fonctionne du lundi au jeudi de 5 h à 1 h 25, les vendredis et les samedis 5 h à 3 h 30 et les dimanches et fêtes de 6 h à 0 h 55 environ. - Service nocturne : Les nuits des vendredis et samedis après 1 h 10, les services nocturnes de la ligne 60 sont limités au trajet entre Genève, gare Cornavin et Gex, centre via Prévessin-Moëns et Versonnex. - Services accélérés : En semaine et aux heures de pointe, la ligne 60 est doublée par la ligne 61. - Particularités : Après 0 h tous les services en direction de la France effectuent leur terminus à Gex. - Histoire : Succédant à la fois à l'ancienne ligne de tramway no 7 (Genève-Ferney) de la CGTE et à l'ancienne ligne Ferney-Gex des tramways de l'Ain, un transbordement entre le tronçon assuré par les TPG et celui assuré par la RDTA à la mairie de Ferney restera assuré jusqu'au 13 décembre 2009, la ligne est assurée depuis sans rupture de charge par la RDTA. Jusqu'au 9 décembre 2023, la ligne portait l'indice F. - Date de dernière mise à jour : 14 août 2025. | | | | | | | | |
| 60    | Dernière actualisation : — | | | | | | | | |
| 61    | Genève, gare Cornavin ⥋ Gex, L'Aiglette | Genève, gare Cornavin ⥋ Gex, L'Aiglette                                                               | Genève, gare Cornavin ⥋ Gex, L'Aiglette                                                               | Genève, gare Cornavin ⥋ Gex, L'Aiglette                                                               | Genève, gare Cornavin ⥋ Gex, L'Aiglette                                                               | Genève, gare Cornavin ⥋ Gex, L'Aiglette                                                               | Genève, gare Cornavin ⥋ Gex, L'Aiglette                                                               | Genève, gare Cornavin ⥋ Gex, L'Aiglette                                                               | Genève, gare Cornavin ⥋ Gex, L'Aiglette                                                               |
| 61    | Ouverture / Fermeture 11 décembre 2023 / — | Longueur 18,520 km                                                                                    | Durée 42 min                                                                                          | Nb. d’arrêts 21                                                                                       | Matériel Citaro G Lion's City G                                                                       | Jours de fonctionnement L, Ma, Me, J, V                                                               | Jour / Soir / Nuit / Fêtes O / O / N / N                                                              | Voy. / an —                                                                                           | Exploitant RDTA                                                                                       |
| 61    | Desserte : - Ville et lieux desservis : Genève (Basilique Notre-Dame, Parc des Cropettes, Parc de Vermont, Église Saint-Nicolas-de-Flue, Nations, Musée international de la Croix-Rouge et du Croissant-Rouge, Comité international de la Croix-Rouge, Organisation internationale du travail), Pregny-Chambésy (Organisation mondiale de la santé), Le Grand-Saconnex, Ferney-Voltaire, Ornex (Bourgs d'Ornex et de Maconnex), Ségny (Mairie), Cessy (Mairie), Gex (Mairie, Zone commerciale) - Stations et gares desservies : Gare de Genève-Cornavin et Genève, Nations (15). | | | | | | | | |
| 61    | Autre : - Zones traversées : 10 et 250. - Amplitudes horaires : La ligne fonctionne du lundi en vendredi de 5 h 15 à 9 h 25 et de 15 h 55 à 21 h 20 environ en tant que service accéléré de la ligne 60, entre la gare de Genève-Cornavin et Gex, L'Aiglette. - Date de dernière mise à jour : 31 juillet 2025. | | | | | | | | |
| 61    | Dernière actualisation : — | | | | | | | | |
| 64    | Meyrin, Gravière ⥋ Ferney, mairie | Meyrin, Gravière ⥋ Ferney, mairie                                                                     | Meyrin, Gravière ⥋ Ferney, mairie                                                                     | Meyrin, Gravière ⥋ Ferney, mairie                                                                     | Meyrin, Gravière ⥋ Ferney, mairie                                                                     | Meyrin, Gravière ⥋ Ferney, mairie                                                                     | Meyrin, Gravière ⥋ Ferney, mairie                                                                     | Meyrin, Gravière ⥋ Ferney, mairie                                                                     | Meyrin, Gravière ⥋ Ferney, mairie                                                                     |
| 64    | Ouverture / Fermeture 9 décembre 2018 / — | Longueur 7,838 km                                                                                     | Durée 20 min                                                                                          | Nb. d’arrêts 13                                                                                       | Matériel Citaro                                                                                       | Jours de fonctionnement L, Ma, Me, J, V, S                                                            | Jour / Soir / Nuit / Fêtes O / O / N / N                                                              | Voy. / an 680 000                                                                                     | Exploitant TPG                                                                                        |
| 64    | Desserte : - Ville et lieux desservis : Meyrin (La Gravière), Prévessin-Moëns (Mairie), Ferney-Voltaire (Mairie) - Stations et gares desservies : Meyrin, Gravière (14). | | | | | | | | |
| 64    | Autre : - Zones traversées : 10 et 250. - Amplitudes horaires : La ligne fonctionne du lundi au vendredi de 5 h 25 à 22 h 15 et le samedi à partir de 6 h 45 environ. - Date de dernière mise à jour : 19 mai 2025. | | | | | | | | |
| 64    | Dernière actualisation : — | | | | | | | | |
| 66    | Genève-Aéroport, Terminal ⥋ Thoiry, Centre commercial (Ferney, mairie un bus sur deux en semaine) | Genève-Aéroport, Terminal ⥋ Thoiry, Centre commercial (Ferney, mairie un bus sur deux en semaine)     | Genève-Aéroport, Terminal ⥋ Thoiry, Centre commercial (Ferney, mairie un bus sur deux en semaine)     | Genève-Aéroport, Terminal ⥋ Thoiry, Centre commercial (Ferney, mairie un bus sur deux en semaine)     | Genève-Aéroport, Terminal ⥋ Thoiry, Centre commercial (Ferney, mairie un bus sur deux en semaine)     | Genève-Aéroport, Terminal ⥋ Thoiry, Centre commercial (Ferney, mairie un bus sur deux en semaine)     | Genève-Aéroport, Terminal ⥋ Thoiry, Centre commercial (Ferney, mairie un bus sur deux en semaine)     | Genève-Aéroport, Terminal ⥋ Thoiry, Centre commercial (Ferney, mairie un bus sur deux en semaine)     | Genève-Aéroport, Terminal ⥋ Thoiry, Centre commercial (Ferney, mairie un bus sur deux en semaine)     |
| 66    | Ouverture / Fermeture 9 décembre 2018 / — | Longueur 12,796 km                                                                                    | Durée 50 (25) min                                                                                     | Nb. d’arrêts 25 (12)                                                                                  | Matériel Citaro Lion's City                                                                           | Jours de fonctionnement L, Ma, Me, J, V, S, D                                                         | Jour / Soir / Nuit / Fêtes O / O / N / O                                                              | Voy. / an 1 485 000                                                                                   | Exploitant GEM Bus                                                                                    |
| 66    | Desserte : - Ville et lieux desservis : Le Grand-Saconnex (Palexpo, Aéroport), Ferney-Voltaire (Mairie, Lycée international), Prévessin-Moëns (Mairie), Saint-Genis-Pouilly (Bourg), Thoiry (Centre commercial) - Stations et gares desservies : Gare de Genève-Aéroport. | | | | | | | | |
| 66    | Autre : - Zones traversées : 10 et 250. - Amplitudes horaires : La ligne fonctionne du lundi au vendredi de 4 h 40 à 0 h 20, le samedi de 5 h 15 à 0 h 45 et les dimanches et fêtes de 6 h 15 à 0 h 45 environ. - Particularités : Du lundi au vendredi, un bus sur deux jusqu'à 20 h est limité au trajet entre l'aéroport et l'arrêt Ferney, mairie. - Date de dernière mise à jour : 31 mai 2025. | | | | | | | | |
| 66    | Dernière actualisation : — | | | | | | | | |
| 67    | Meyrin, Gravière ⥋ Crozet, école | Meyrin, Gravière ⥋ Crozet, école                                                                      | Meyrin, Gravière ⥋ Crozet, école                                                                      | Meyrin, Gravière ⥋ Crozet, école                                                                      | Meyrin, Gravière ⥋ Crozet, école                                                                      | Meyrin, Gravière ⥋ Crozet, école                                                                      | Meyrin, Gravière ⥋ Crozet, école                                                                      | Meyrin, Gravière ⥋ Crozet, école                                                                      | Meyrin, Gravière ⥋ Crozet, école                                                                      |
| 67    | Ouverture / Fermeture 11 décembre 2023 / — | Longueur 15,197 km                                                                                    | Durée 45 min                                                                                          | Nb. d’arrêts 23                                                                                       | Matériel Citaro eCitaro                                                                               | Jours de fonctionnement L, Ma, Me, J, V, S, D                                                         | Jour / Soir / Nuit / Fêtes O / O / N / O                                                              | Voy. / an 574 000                                                                                     | Exploitant Globe Limousines                                                                           |
| 67    | Desserte : - Ville et lieux desservis : Meyrin (La Gravière, Village, Hôpital de La Tour, CERN), Saint-Genis-Pouilly (Bourg, Pregnin, Flies), Chevry (Bourg) , Crozet (Village) - Stations et gares desservies : Meyrin, Gravière (14), Meyrin, village (18), Meyrin, Hôpital de La Tour (18), Meyrin, Maisonnex (18) et Meyrin, CERN (18). | | | | | | | | |
| 67    | Autre : - Zones traversées : 10 et 250. - Amplitudes horaires : La ligne fonctionne tous les jours de 5 h 10 à 0 h 30 environ. - Date de dernière mise à jour : 15 août 2025. | | | | | | | | |
| 67    | Dernière actualisation : — | | | | | | | | |
| 68    | Vernier, Blandonnet ⥋ Thoiry, Centre commercial (Saint-Genis, Jean Monnet un bus sur deux en semaine) | Vernier, Blandonnet ⥋ Thoiry, Centre commercial (Saint-Genis, Jean Monnet un bus sur deux en semaine) | Vernier, Blandonnet ⥋ Thoiry, Centre commercial (Saint-Genis, Jean Monnet un bus sur deux en semaine) | Vernier, Blandonnet ⥋ Thoiry, Centre commercial (Saint-Genis, Jean Monnet un bus sur deux en semaine) | Vernier, Blandonnet ⥋ Thoiry, Centre commercial (Saint-Genis, Jean Monnet un bus sur deux en semaine) | Vernier, Blandonnet ⥋ Thoiry, Centre commercial (Saint-Genis, Jean Monnet un bus sur deux en semaine) | Vernier, Blandonnet ⥋ Thoiry, Centre commercial (Saint-Genis, Jean Monnet un bus sur deux en semaine) | Vernier, Blandonnet ⥋ Thoiry, Centre commercial (Saint-Genis, Jean Monnet un bus sur deux en semaine) | Vernier, Blandonnet ⥋ Thoiry, Centre commercial (Saint-Genis, Jean Monnet un bus sur deux en semaine) |
| 68    | Ouverture / Fermeture 9 décembre 2018 / — | Longueur —                                                                                            | Durée 50 (32) min                                                                                     | Nb. d’arrêts 27 (16)                                                                                  | Matériel Citaro Citaro G Lion's City                                                                  | Jours de fonctionnement L, Ma, Me, J, V, S, D                                                         | Jour / Soir / Nuit / Fêtes O / O / O / O                                                              | Voy. / an 1 854 000                                                                                   | Exploitant GEM Bus                                                                                    |
| 68    | Desserte : - Ville et lieux desservis : Vernier, Meyrin (Jardin alpin, Hôpital de La Tour, CERN), Saint-Genis-Pouilly (Bourg), Sergy (Mairie, Ancienne gare), Thoiry (Mairie, Ancienne gare, Centre commercial) - Stations et gares desservies : Vernier, Blandonnet (14 et 18), Gare de Vernier, Gare de Meyrin, Meyrin, Hôpital de La Tour (18), Meyrin, Maisonnex (18) et Meyrin, CERN (18). | | | | | | | | |
| 68    | Autre : - Zones traversées : 10 et 250. - Amplitudes horaires : La ligne fonctionne du lundi au jeudi de 5 h 5 à 1 h 30, les vendredis et samedis de 5 h 5 à 3 h 30 et les dimanches et fêtes de 6 h 5 à 0 h 30 environ. - Service nocturne : Les nuits des vendredis et samedis après 1 h 30, les services nocturnes de la ligne 68 sont limités au trajet entre Vernier, Blandonnet et Sergy, centre. - Particularités : Du lundi au vendredi, un bus sur deux entre 6 h et 20 h est limité au trajet entre l'arrêt Vernier, Blandonnet et l'arrêt Saint-Genis, Jean Monnet. - Date de dernière mise à jour : 15 août 2025. | | | | | | | | |
| 68    | Dernière actualisation : — | | | | | | | | |
| 69    | La Plaine, gare ⥋ Challex, La Halle | La Plaine, gare ⥋ Challex, La Halle                                                                   | La Plaine, gare ⥋ Challex, La Halle                                                                   | La Plaine, gare ⥋ Challex, La Halle                                                                   | La Plaine, gare ⥋ Challex, La Halle                                                                   | La Plaine, gare ⥋ Challex, La Halle                                                                   | La Plaine, gare ⥋ Challex, La Halle                                                                   | La Plaine, gare ⥋ Challex, La Halle                                                                   | La Plaine, gare ⥋ Challex, La Halle                                                                   |
| 69    | Ouverture / Fermeture 28 février 2011 / — | Longueur 4,266 km                                                                                     | Durée 11 min                                                                                          | Nb. d’arrêts 10                                                                                       | Matériel Sprinter City                                                                                | Jours de fonctionnement L, Ma, Me, J, V                                                               | Jour / Soir / Nuit / Fêtes O / N / N / N                                                              | Voy. / an 46 000                                                                                      | Exploitant Globe Limousines                                                                           |
| 69    | Desserte : - Ville et lieux desservis : Dardagny, Challex (Mairie, Église Saint-Maurice) - Stations et gares desservies : Gare de La Plaine. | | | | | | | | |
| 69    | Autre : - Zones traversées : 10 et 240. - Amplitudes horaires : La ligne fonctionne du lundi au vendredi de 6 h 5 à 8 h 55, de 12 h 10 à 13 h 35 et de 16 h 35 à 20 h 30 environ. - Histoire : Jusqu'au 8 décembre 2023, la ligne portait l'indice T. - Date de dernière mise à jour : 15 août 2025. | | | | | | | | |
| 69    | Dernière actualisation : — | | | | | | | | |

### Lignes 70 à 78
| Ligne | Caractéristiques | Caractéristiques                                              | Caractéristiques                                              | Caractéristiques                                              | Caractéristiques                                              | Caractéristiques                                              | Caractéristiques                                              | Caractéristiques                                              | Caractéristiques                                              |
| 70    | Confignon, croisée ⥋ Satigny, gare | Confignon, croisée ⥋ Satigny, gare                            | Confignon, croisée ⥋ Satigny, gare                            | Confignon, croisée ⥋ Satigny, gare                            | Confignon, croisée ⥋ Satigny, gare                            | Confignon, croisée ⥋ Satigny, gare                            | Confignon, croisée ⥋ Satigny, gare                            | Confignon, croisée ⥋ Satigny, gare                            | Confignon, croisée ⥋ Satigny, gare                            |
| ----- | --- | ------------------------------------------------------------- | ------------------------------------------------------------- | ------------------------------------------------------------- | ------------------------------------------------------------- | ------------------------------------------------------------- | ------------------------------------------------------------- | ------------------------------------------------------------- | ------------------------------------------------------------- |
| 70    | Ouverture / Fermeture 28 mai 1995 / — | Longueur 7,705 km                                             | Durée 25 min                                                  | Nb. d’arrêts 13                                               | Matériel Citaro eCitaro ie tram 12 Sprinter City              | Jours de fonctionnement L, Ma, Me, J, V, S, D                 | Jour / Soir / Nuit / Fêtes O / O / O / O                      | Voy. / an 219 000                                             | Exploitant Odier Dimanche : Globe Limousines                  |
| 70    | Desserte : - Ville et lieux desservis : Confignon, Bernex, Aire-la-Ville (Bourg) et Satigny (Bourg) - Stations et gares desservies : Confignon, croisée (14), Bernex, P+R (14), Bernex, Luchepelet (14) et Gare de Satigny. |                                                               |                                                               |                                                               |                                                               |                                                               |                                                               |                                                               |                                                               |
| 70    | Autre : - Zone traversée : 10. - Amplitudes horaires : La ligne fonctionne du lundi au jeudi de 5 h 30 à 0 h 50, les vendredis et samedis de 5 h 30 à 3 h 15 et les dimanches et fêtes de et les samedis, dimanches et fêtes de 6 h 5 à 0 h 50 environ. - Service nocturne : Les nuits des vendredis et samedis après 0 h 45, les services nocturnes de la ligne 70 conservent le trajet habituel. - Histoire : Jusqu'au 15 décembre 2019, la ligne portait l'indice S. - Date de dernière mise à jour : 19 mai 2025.                                 |                                                               |                                                               |                                                               |                                                               |                                                               |                                                               |                                                               |                                                               |
| 70    | Dernière actualisation : — |                                                               |                                                               |                                                               |                                                               |                                                               |                                                               |                                                               |                                                               |
| 71    | Meyrin, Citadelle ⥋ Satigny, gare | Meyrin, Citadelle ⥋ Satigny, gare                             | Meyrin, Citadelle ⥋ Satigny, gare                             | Meyrin, Citadelle ⥋ Satigny, gare                             | Meyrin, Citadelle ⥋ Satigny, gare                             | Meyrin, Citadelle ⥋ Satigny, gare                             | Meyrin, Citadelle ⥋ Satigny, gare                             | Meyrin, Citadelle ⥋ Satigny, gare                             | Meyrin, Citadelle ⥋ Satigny, gare                             |
| 71    | Ouverture / Fermeture 15 décembre 2019. / — | Longueur 3,855 km                                             | Durée 26 min                                                  | Nb. d’arrêts 21                                               | Matériel e-Atak Sprinter City                                 | Jours de fonctionnement L, Ma, Me, J, V, S, D                 | Jour / Soir / Nuit / Fêtes O / O / O / O                      | Voy. / an 72 000                                              | Exploitant Globe Limousines                                   |
| 71    | Desserte : - Ville et lieux desservis : Meyrin (Mairie, Village, Hôpital de La Tour, Zone industrielle ZIMEYSA), Satigny (Mairie, ZIMEYSA, Village de Bourdigny) - Stations et gares desservies : Meyrin, Vaudagne (14), Meyrin, village (18), Meyrin, Hôpital de La Tour (18) et Gare de Satigny. |                                                               |                                                               |                                                               |                                                               |                                                               |                                                               |                                                               |                                                               |
| 71    | Autre : - Zone traversée : 10. - Amplitudes horaires : La ligne fonctionne du lundi au vendredi de 6 h 15 à 0 h 35 et les samedis, dimanches et fêtes de 6 h 35 à 0 h 35 environ. - Service nocturne : Les nuits des vendredis et samedis après 0 h 35, les services nocturnes de la ligne 71 sont limités au trajet entre Satigny, gare et Meyrin, Hôpital de La Tour. - Date de dernière mise à jour : 16 août 2025. |                                                               |                                                               |                                                               |                                                               |                                                               |                                                               |                                                               |                                                               |
| 71    | Dernière actualisation : — |                                                               |                                                               |                                                               |                                                               |                                                               |                                                               |                                                               |                                                               |
| 72    | (Circulaire) Satigny, gare ⥋ via Bourdigny, Choully et Peissy | (Circulaire) Satigny, gare ⥋ via Bourdigny, Choully et Peissy | (Circulaire) Satigny, gare ⥋ via Bourdigny, Choully et Peissy | (Circulaire) Satigny, gare ⥋ via Bourdigny, Choully et Peissy | (Circulaire) Satigny, gare ⥋ via Bourdigny, Choully et Peissy | (Circulaire) Satigny, gare ⥋ via Bourdigny, Choully et Peissy | (Circulaire) Satigny, gare ⥋ via Bourdigny, Choully et Peissy | (Circulaire) Satigny, gare ⥋ via Bourdigny, Choully et Peissy | (Circulaire) Satigny, gare ⥋ via Bourdigny, Choully et Peissy |
| 72    | Ouverture / Fermeture 15 décembre 2019 / — | Longueur 9,206 km                                             | Durée 18 min                                                  | Nb. d’arrêts 17                                               | Matériel e-Atak Sprinter City                                 | Jours de fonctionnement L, Ma, Me, J, V, S, D                 | Jour / Soir / Nuit / Fêtes O / O / O / O                      | Voy. / an 58 000                                              | Exploitant Globe Limousines                                   |
| 72    | Desserte : - Ville et lieux desservis : Satigny (Mairie, Village, Bourdigny, Choully, Peissy) - Stations et gares desservies : Gare de Satigny. |                                                               |                                                               |                                                               |                                                               |                                                               |                                                               |                                                               |                                                               |
| 72    | Autre : - Zone traversée : 10. - Amplitudes horaires : La ligne fonctionne tous les jours de 6 h 5 à 0 h 5 environ. - Service nocturne : Les nuits des vendredis et samedis après 0 h 10, les services nocturnes de la ligne 72 conservent le trajet habituel. - Date de dernière mise à jour : 16 août 2025. |                                                               |                                                               |                                                               |                                                               |                                                               |                                                               |                                                               |                                                               |
| 72    | Dernière actualisation : — |                                                               |                                                               |                                                               |                                                               |                                                               |                                                               |                                                               |                                                               |
| 73    | Satigny, gare ⥋ ZIMEYSA, gare | Satigny, gare ⥋ ZIMEYSA, gare                                 | Satigny, gare ⥋ ZIMEYSA, gare                                 | Satigny, gare ⥋ ZIMEYSA, gare                                 | Satigny, gare ⥋ ZIMEYSA, gare                                 | Satigny, gare ⥋ ZIMEYSA, gare                                 | Satigny, gare ⥋ ZIMEYSA, gare                                 | Satigny, gare ⥋ ZIMEYSA, gare                                 | Satigny, gare ⥋ ZIMEYSA, gare                                 |
| 73    | Ouverture / Fermeture 30 mai 1999 / — | Longueur 11,455 km                                            | Durée 23 min                                                  | Nb. d’arrêts 19                                               | Matériel e-Atak Sprinter City                                 | Jours de fonctionnement L, Ma, Me, J, V, S, D                 | Jour / Soir / Nuit / Fêtes O / O / N / O                      | Voy. / an 115 000                                             | Exploitant Globe Limousines                                   |
| 73    | Desserte : - Ville et lieux desservis : Satigny, Vernier (Mairie, Village), Meyrin (Zone industrielle ZIMEYSA) - Stations et gares desservies : Gare de Satigny et Gare de Zimeysa. |                                                               |                                                               |                                                               |                                                               |                                                               |                                                               |                                                               |                                                               |
| 73    | Autre : - Zone traversée : 10. - Amplitudes horaires : La ligne fonctionne tous les jours de 5 h à 0 h 35 environ. - Histoire : Jusqu'au 15 décembre 2019, la ligne portait l'indice 54,. - Date de dernière mise à jour : 15 août 2025. |                                                               |                                                               |                                                               |                                                               |                                                               |                                                               |                                                               |                                                               |
| 73    | Dernière actualisation : — |                                                               |                                                               |                                                               |                                                               |                                                               |                                                               |                                                               |                                                               |
| 74    | Russin, village ⥋ La Plaine, gare | Russin, village ⥋ La Plaine, gare                             | Russin, village ⥋ La Plaine, gare                             | Russin, village ⥋ La Plaine, gare                             | Russin, village ⥋ La Plaine, gare                             | Russin, village ⥋ La Plaine, gare                             | Russin, village ⥋ La Plaine, gare                             | Russin, village ⥋ La Plaine, gare                             | Russin, village ⥋ La Plaine, gare                             |
| 74    | Ouverture / Fermeture 11 décembre 2016 / — | Longueur 13,451 km                                            | Durée 25 min                                                  | Nb. d’arrêts 17                                               | Matériel Sprinter City                                        | Jours de fonctionnement L, Ma, Me, J, V, S, D                 | Jour / Soir / Nuit / Fêtes O / O / O / O                      | Voy. / an 70 000                                              | Exploitant Globe Limousines                                   |
| 74    | Desserte : - Ville et lieux desservis : Russin (Village), Dardagny (Village, Mairie) - Stations et gares desservies : Gare de La Plaine. |                                                               |                                                               |                                                               |                                                               |                                                               |                                                               |                                                               |                                                               |
| 74    | Autre : - Zone traversée : 10. - Amplitudes horaires : La ligne fonctionne du lundi au vendredi de 5 h 50 à 0 h 15, le samedi de 6 h 50 à 0 h 15 et les dimanches et fêtes de 7 h 50 à 0 h 15 environ. - Histoire : Jusqu'au 15 décembre 2019, la ligne portait l'indice P. - Service nocturne : Les nuits des vendredis et samedis après 0 h 20, les services nocturnes de la ligne 74 conservent le trajet habituel. - Particularités : En semaine, une course est assurée depuis la gare de Satigny. - Date de dernière mise à jour : 31 mai 2025. |                                                               |                                                               |                                                               |                                                               |                                                               |                                                               |                                                               |                                                               |
| 74    | Dernière actualisation : — |                                                               |                                                               |                                                               |                                                               |                                                               |                                                               |                                                               |                                                               |
| 75    | La Plaine, gare ⥋ Dardagny, château | La Plaine, gare ⥋ Dardagny, château                           | La Plaine, gare ⥋ Dardagny, château                           | La Plaine, gare ⥋ Dardagny, château                           | La Plaine, gare ⥋ Dardagny, château                           | La Plaine, gare ⥋ Dardagny, château                           | La Plaine, gare ⥋ Dardagny, château                           | La Plaine, gare ⥋ Dardagny, château                           | La Plaine, gare ⥋ Dardagny, château                           |
| 75    | Ouverture / Fermeture 16 décembre 2019 / — | Longueur 4,469 km                                             | Durée 10 (18) min                                             | Nb. d’arrêts 6 (9)                                            | Matériel Citaro                                               | Jours de fonctionnement L, Ma, Me, J, V                       | Jour / Soir / Nuit / Fêtes O / N / N / N                      | Voy. / an 42 000                                              | Exploitant Odier                                              |
| 75    | Desserte : - Ville et lieux desservis : Russin (Village), Dardagny (Village, Mairie) - Stations et gares desservies : Gare de La Plaine. |                                                               |                                                               |                                                               |                                                               |                                                               |                                                               |                                                               |                                                               |
| 75    | Autre : - Zone traversée : 10. - Amplitudes horaires : La ligne fonctionne du lundi au vendredi, en heures de pointe et en période scolaire uniquement, en tant que renfort scolaire de la ligne 74. - Particularités : La ligne dessert Russin à certains services. - Date de dernière mise à jour : 31 mai 2025. |                                                               |                                                               |                                                               |                                                               |                                                               |                                                               |                                                               |                                                               |
| 75    | Dernière actualisation : — |                                                               |                                                               |                                                               |                                                               |                                                               |                                                               |                                                               |                                                               |
| 78    | Chancy, douane ⥋ La Plaine, gare | Chancy, douane ⥋ La Plaine, gare                              | Chancy, douane ⥋ La Plaine, gare                              | Chancy, douane ⥋ La Plaine, gare                              | Chancy, douane ⥋ La Plaine, gare                              | Chancy, douane ⥋ La Plaine, gare                              | Chancy, douane ⥋ La Plaine, gare                              | Chancy, douane ⥋ La Plaine, gare                              | Chancy, douane ⥋ La Plaine, gare                              |
| 78    | Ouverture / Fermeture 16 décembre 2019 / — | Longueur 6,155 km                                             | Durée 14 min                                                  | Nb. d’arrêts 12                                               | Matériel e-Atak Sprinter City                                 | Jours de fonctionnement L, Ma, Me, J, V                       | Jour / Soir / Nuit / Fêtes O / N / N / N                      | Voy. / an 33 000                                              | Exploitant Globe Limousines                                   |
| 78    | Desserte : - Ville et lieux desservis : Chancy (Village, Mairie), Avully (Village, Mairie), Dardagny - Stations et gares desservies : Gare de La Plaine. |                                                               |                                                               |                                                               |                                                               |                                                               |                                                               |                                                               |                                                               |
| 78    | Autre : - Zone traversée : 10. - Amplitudes horaires : La ligne fonctionne du lundi au vendredi de 6 h à 20 h 40 environ. - Date de dernière mise à jour : 16 août 2025. |                                                               |                                                               |                                                               |                                                               |                                                               |                                                               |                                                               |                                                               |
| 78    | Dernière actualisation : — |                                                               |                                                               |                                                               |                                                               |                                                               |                                                               |                                                               |                                                               |

### Lignes 80 à 83
| Ligne | Caractéristiques | Caractéristiques | Caractéristiques | Caractéristiques | Caractéristiques | Caractéristiques | Caractéristiques | Caractéristiques | Caractéristiques |
| 80    | Genève, Bel-Air ⥋ Saint-Julien-en-Genevois, gare | Genève, Bel-Air ⥋ Saint-Julien-en-Genevois, gare                                                                                                  | Genève, Bel-Air ⥋ Saint-Julien-en-Genevois, gare                                                                                                  | Genève, Bel-Air ⥋ Saint-Julien-en-Genevois, gare                                                                                                  | Genève, Bel-Air ⥋ Saint-Julien-en-Genevois, gare                                                                                                  | Genève, Bel-Air ⥋ Saint-Julien-en-Genevois, gare                                                                                                  | Genève, Bel-Air ⥋ Saint-Julien-en-Genevois, gare                                                                                                  | Genève, Bel-Air ⥋ Saint-Julien-en-Genevois, gare                                                                                                  | Genève, Bel-Air ⥋ Saint-Julien-en-Genevois, gare                                                                                                  |
| ----- | --- | --- | --- | --- | --- | --- | --- | --- | --- |
| 80    | Ouverture / Fermeture 1er avril 1938 / — | Longueur 10,133 km | Durée 45 min | Nb. d’arrêts 22 | Matériel Citaro G | Jours de fonctionnement L, Ma, Me, J, V, S, D | Jour / Soir / Nuit / Fêtes O / O / N / O | Voy. / an 5 942 000 | Exploitant GEM Bus |
| 80    | Desserte : - Ville et lieux desservis : Genève (Bel-Air, La Jonction, Les Acacias), Lancy (Stade de Genève, La Praille), Plan-les-Ouates (ZIPLO, Mairie), Perly-Certoux (Bourg), Saint-Julien-en-Genevois (Mairie, Église de Saint-Julien-en-Brioude) - Stations et gares desservies : Genève, Bel-Air (12, 14, 17 et 18), Genève, Stand (14 et 15), Genève, Palladium (14), Genève, Jonction (14), Gare de Lancy-Pont-Rouge à la station Lancy-Pont-Rouge, gare/Étoile (15 et 17), Gare de Lancy-Bachet et Gare de Saint-Julien-en-Genevois. | | | | | | | | |
| 80    | Autre : - Zones traversées : 10 et 230. - Amplitudes horaires : La ligne fonctionne du lundi au vendredi de 5 h à 0 h 20, les samedis à partir de 6 h et les dimanches et fêtes à partir de 6 h 40 environ. - Histoire : Jusqu'au 9 décembre 2023, la ligne portait l'indice D. - Date de dernière mise à jour : 31 mai 2025. | | | | | | | | |
| 80    | Dernière actualisation : — | | | | | | | | |
| 82    | Plan-les-Ouates, ZIPLO (Lancy-Bachet, gare en soirée et les samedis) ⥋ Collonges-sous-Salève, marché (Croix-de-Rozon, douane à certains services) | Plan-les-Ouates, ZIPLO (Lancy-Bachet, gare en soirée et les samedis) ⥋ Collonges-sous-Salève, marché (Croix-de-Rozon, douane à certains services) | Plan-les-Ouates, ZIPLO (Lancy-Bachet, gare en soirée et les samedis) ⥋ Collonges-sous-Salève, marché (Croix-de-Rozon, douane à certains services) | Plan-les-Ouates, ZIPLO (Lancy-Bachet, gare en soirée et les samedis) ⥋ Collonges-sous-Salève, marché (Croix-de-Rozon, douane à certains services) | Plan-les-Ouates, ZIPLO (Lancy-Bachet, gare en soirée et les samedis) ⥋ Collonges-sous-Salève, marché (Croix-de-Rozon, douane à certains services) | Plan-les-Ouates, ZIPLO (Lancy-Bachet, gare en soirée et les samedis) ⥋ Collonges-sous-Salève, marché (Croix-de-Rozon, douane à certains services) | Plan-les-Ouates, ZIPLO (Lancy-Bachet, gare en soirée et les samedis) ⥋ Collonges-sous-Salève, marché (Croix-de-Rozon, douane à certains services) | Plan-les-Ouates, ZIPLO (Lancy-Bachet, gare en soirée et les samedis) ⥋ Collonges-sous-Salève, marché (Croix-de-Rozon, douane à certains services) | Plan-les-Ouates, ZIPLO (Lancy-Bachet, gare en soirée et les samedis) ⥋ Collonges-sous-Salève, marché (Croix-de-Rozon, douane à certains services) |
| 82    | Ouverture / Fermeture 27 août 2018, / — | Longueur 7,320 km | Durée 20/26 (15/9) min | Nb. d’arrêts 22 (12/10) | Matériel Citaro Citaro G | Jours de fonctionnement L, Ma, Me, J, V, S, D | Jour / Soir / Nuit / Fêtes O / O / N / O | Voy. / an 772 000 | Exploitant TPG |
| 82    | Desserte : - Ville et lieux desservis : Plan-les-Ouates (ZIPLO, Mairie), Lancy, Bardonnex (Douane de Landecy), Collonges-sous-Salève - Stations et gares desservies : Plan-les-Ouates, ZIPLO (15) et Gare de Lancy-Bachet. | | | | | | | | |
| 82    | Autre : - Zones traversées : 10 et 230. - Amplitudes horaires : La ligne fonctionne tous les jours de 5 h à 0 h environ. - Particularités : - Entre 6 h et 20 h, la ligne est limitée à la frontière, à la Croix-de-Rozon ; - En semaine, la ligne dessert Plan-les-Ouates, ZIPLO jusqu'à 21 h. - Histoire : Jusqu'au 9 décembre 2023, la ligne portait l'indice 62. - Date de dernière mise à jour : 2 août 2025. | | | | | | | | |
| 82    | Dernière actualisation : — | | | | | | | | |
| 83    | Satigny, Nant d'Avril ⥋ Viry, église | Satigny, Nant d'Avril ⥋ Viry, église | Satigny, Nant d'Avril ⥋ Viry, église | Satigny, Nant d'Avril ⥋ Viry, église | Satigny, Nant d'Avril ⥋ Viry, église | Satigny, Nant d'Avril ⥋ Viry, église | Satigny, Nant d'Avril ⥋ Viry, église | Satigny, Nant d'Avril ⥋ Viry, église | Satigny, Nant d'Avril ⥋ Viry, église |
| 83    | Ouverture / Fermeture 27 août 2018 / — | Longueur 22,899 km | Durée 48 min | Nb. d’arrêts 33 | Matériel e-Atak Sprinter City | Jours de fonctionnement L, Ma, Me, J, V | Jour / Soir / Nuit / Fêtes O / N / N / N | Voy. / an 129 000 | Exploitant Globe Limousines |
| 83    | Desserte : - Ville et lieux desservis : Satigny, Meyrin (Zone industrielle ZIMEYSA), Vernier (Village), Aire-la-Ville (Bourg), Bernex (Place, Sézenove), Laconnex (Village), Soral (Village, Mairie, Douane), Viry (Église) - Stations et gares desservies : Gare de Meyrin et Gare de Zimeysa, Bernex, Luchepelet (14) et Bernex, Vailly (14). | | | | | | | | |
| 83    | Autre : - Zones traversées : 10 et 230. - Amplitudes horaires : La ligne fonctionne du lundi au vendredi de 6 h 8 à 22 h 34 - Histoire : Jusqu'au 9 décembre 2023, la ligne portait l'indice 63. - Date de dernière mise à jour : 19 mai 2025. | | | | | | | | |
| 83    | Dernière actualisation : — | | | | | | | | |

### Lignes 91 à 97
| Ligne | Caractéristiques | Caractéristiques                                         | Caractéristiques                                         | Caractéristiques                                         | Caractéristiques                                         | Caractéristiques                                         | Caractéristiques                                         | Caractéristiques                                         | Caractéristiques                                         |
| 91    | Genève, Pointe de la Jonction ⥋ Genève, Beau-Séjour | Genève, Pointe de la Jonction ⥋ Genève, Beau-Séjour      | Genève, Pointe de la Jonction ⥋ Genève, Beau-Séjour      | Genève, Pointe de la Jonction ⥋ Genève, Beau-Séjour      | Genève, Pointe de la Jonction ⥋ Genève, Beau-Séjour      | Genève, Pointe de la Jonction ⥋ Genève, Beau-Séjour      | Genève, Pointe de la Jonction ⥋ Genève, Beau-Séjour      | Genève, Pointe de la Jonction ⥋ Genève, Beau-Séjour      | Genève, Pointe de la Jonction ⥋ Genève, Beau-Séjour      |
| ----- | --- | -------------------------------------------------------- | -------------------------------------------------------- | -------------------------------------------------------- | -------------------------------------------------------- | -------------------------------------------------------- | -------------------------------------------------------- | -------------------------------------------------------- | -------------------------------------------------------- |
| 91    | Ouverture / Fermeture 24 juin 2001 / — | Longueur 4,013 km                                        | Durée 24 min                                             | Nb. d’arrêts 18                                          | Matériel e-Atak Sprinter City                            | Jours de fonctionnement L, Ma, Me, J, V, S, D            | Jour / Soir / Nuit / Fêtes O / O / N / O                 | Voy. / an 689 000                                        | Exploitant Globe Limousines                              |
| 91    | Desserte : - Ville et lieux desservis : Genève (La Jonction, MAMCO, Place du Cirque, Université de Genève, Plaine de Plainpalais, Place des Augustins, Hôpitaux universitaires) - Stations et gares desservies : Genève, Jonction (14), Genève, Cirque (15), Genève, Uni-Mail (15 et 17), Genève, Augustins (12 et 18) et Gare de Genève-Champel. |                                                          |                                                          |                                                          |                                                          |                                                          |                                                          |                                                          |                                                          |
| 91    | Autre : - Zone traversée : 10. - Amplitudes horaires : La ligne fonctionne tous les jours de 5 h 50 à 0 h 10 environ. - Histoire : Jusqu'au 9 décembre 2023, la ligne portait l'indice 35. - Date de dernière mise à jour : 19 mai 2025. |                                                          |                                                          |                                                          |                                                          |                                                          |                                                          |                                                          |                                                          |
| 91    | Dernière actualisation : — |                                                          |                                                          |                                                          |                                                          |                                                          |                                                          |                                                          |                                                          |
| 92    | (Circulaire) Genève, Place de Neuve ⥋ via la cité-centre | (Circulaire) Genève, Place de Neuve ⥋ via la cité-centre | (Circulaire) Genève, Place de Neuve ⥋ via la cité-centre | (Circulaire) Genève, Place de Neuve ⥋ via la cité-centre | (Circulaire) Genève, Place de Neuve ⥋ via la cité-centre | (Circulaire) Genève, Place de Neuve ⥋ via la cité-centre | (Circulaire) Genève, Place de Neuve ⥋ via la cité-centre | (Circulaire) Genève, Place de Neuve ⥋ via la cité-centre | (Circulaire) Genève, Place de Neuve ⥋ via la cité-centre |
| 92    | Ouverture / Fermeture 1er septembre 1982 / — | Longueur 3,257 km                                        | Durée 20 min                                             | Nb. d’arrêts 15                                          | Matériel Novus Cityline Sprinter City                    | Jours de fonctionnement L, Ma, Me, J, V, S, D            | Jour / Soir / Nuit / Fêtes O / N / N / O                 | Voy. / an 51 000                                         | Exploitant Globe Limousines                              |
| 92    | Desserte : - Ville et lieux desservis : Genève (Place de Neuve, Parc des Bastions, Grand Théâtre, Bel-Air, Jardin anglais, Église russe, Conservatoire populaire, Saint-Léger, Place du Bourg-de-Four, Cathédrale Saint-Pierre, Auditoire de Calvin, Hôtel de ville) - Stations et gares desservies : Genève, Place de Neuve (12, 17 et 18), Genève, Bel-Air (12, 14, 17 et 18), Genève, Molard (12 et 17) et Genève, Rive (12 et 17). |                                                          |                                                          |                                                          |                                                          |                                                          |                                                          |                                                          |                                                          |
| 92    | Autre : - Zone traversée : 10. - Amplitudes horaires : La ligne fonctionne du lundi au vendredi de 7 h 40 à 20 h 15 et les samedis et dimanches de 8 h à 18 h 20 environ. - Particularités : Ligne circulaire desservant la vieille-ville de Genève. - Histoire : Du 25 septembre 1988 au 24 juin 2001, après n'avoir pas eu de numéro, la ligne a porté le numéro 17, libéré en prévision de la création de la ligne 17 du tramway. Jusqu'au 9 décembre 2023, la ligne portait l'indice 36. - Date de dernière mise à jour : 19 mai 2025. |                                                          |                                                          |                                                          |                                                          |                                                          |                                                          |                                                          |                                                          |
| 92    | Dernière actualisation : — |                                                          |                                                          |                                                          |                                                          |                                                          |                                                          |                                                          |                                                          |
| 97    | Genève, Bout-du-Monde ⥋ Vessy, Grands-Esserts | Genève, Bout-du-Monde ⥋ Vessy, Grands-Esserts            | Genève, Bout-du-Monde ⥋ Vessy, Grands-Esserts            | Genève, Bout-du-Monde ⥋ Vessy, Grands-Esserts            | Genève, Bout-du-Monde ⥋ Vessy, Grands-Esserts            | Genève, Bout-du-Monde ⥋ Vessy, Grands-Esserts            | Genève, Bout-du-Monde ⥋ Vessy, Grands-Esserts            | Genève, Bout-du-Monde ⥋ Vessy, Grands-Esserts            | Genève, Bout-du-Monde ⥋ Vessy, Grands-Esserts            |
| 97    | Ouverture / Fermeture 18 août 2025 / 13 décembre 2025 | Longueur —                                               | Durée 5 min                                              | Nb. d’arrêts 4                                           | Matériel e-Atak Novus Cityline Sprinter City             | Jours de fonctionnement L, Ma, Me, J, V, S, D            | Jour / Soir / Nuit / Fêtes O / O / N / O                 | Voy. / an —                                              | Exploitant Globe Limousines                              |
| 97    | Desserte : - Ville et lieux desservis : Genève (Centre sportif du Bout-du-Monde), Veyrier (Centre sportif de Vessy, Grands-Esserts) - Stations et gares desservies : Aucune. |                                                          |                                                          |                                                          |                                                          |                                                          |                                                          |                                                          |                                                          |
| 97    | Autre : - Zone traversée : 10. - Amplitudes horaires : La ligne fonctionne du lundi au samedi de 5 h 10 à 0 h 50 et le dimanche de 5 h 15 à 0 h 40 environ. - Navette provisoire : La navette provisoire 97 assure la liaison entre le nouveau quartier des Grands-Esserts et le Bout-du-Monde, dans l’attente du prolongement de la ligne 7 prévu pour décembre 2025. - Date de dernière mise à jour : 20 août 2025. |                                                          |                                                          |                                                          |                                                          |                                                          |                                                          |                                                          |                                                          |
| 97    | Dernière actualisation : — |                                                          |                                                          |                                                          |                                                          |                                                          |                                                          |                                                          |                                                          |

### Lignes à lettres
| Ligne | Caractéristiques | Caractéristiques                                                                        | Caractéristiques                                                                        | Caractéristiques                                                                        | Caractéristiques                                                                        | Caractéristiques                                                                        | Caractéristiques                                                                        | Caractéristiques                                                                        | Caractéristiques                                                                        |
| A     | Genève, Rive ⥋ Gy, temple | Genève, Rive ⥋ Gy, temple                                                               | Genève, Rive ⥋ Gy, temple                                                               | Genève, Rive ⥋ Gy, temple                                                               | Genève, Rive ⥋ Gy, temple                                                               | Genève, Rive ⥋ Gy, temple                                                               | Genève, Rive ⥋ Gy, temple                                                               | Genève, Rive ⥋ Gy, temple                                                               | Genève, Rive ⥋ Gy, temple                                                               |
| ----- | --- | --------------------------------------------------------------------------------------- | --------------------------------------------------------------------------------------- | --------------------------------------------------------------------------------------- | --------------------------------------------------------------------------------------- | --------------------------------------------------------------------------------------- | --------------------------------------------------------------------------------------- | --------------------------------------------------------------------------------------- | --------------------------------------------------------------------------------------- |
| A     | Ouverture / Fermeture 15 mai 1928 / — | Longueur 12,537 km                                                                      | Durée 40 min                                                                            | Nb. d’arrêts 31 (14)                                                                    | Matériel Citaro Citaro G                                                                | Jours de fonctionnement L, Ma, Me, J, V, S, D                                           | Jour / Soir / Nuit / Fêtes O / O / O / O                                                | Voy. / an 1 067 000                                                                     | Exploitant TPG Nocturne : Genève Tours                                                  |
| A     | Desserte : - Ville et lieux desservis : Genève (Jardin anglais), Cologny (Temple, Mairie), Collonge-Bellerive (La Capite), Choulex, Meinier (Église), Gy (Temple, Mairie) - Stations et gares desservies : Genève, Rive (12 et 17) et Gare de Genève-Eaux-Vives. |                                                                                         |                                                                                         |                                                                                         |                                                                                         |                                                                                         |                                                                                         |                                                                                         |                                                                                         |
| A     | Autre : - Zone traversée : 10. - Amplitudes horaires : La ligne fonctionne du lundi au jeudi de 4 h 50 à 0 h 55, les vendredis et samedis de 4 h 50 à 3 h 45 et les dimanches et fêtes de 4 h 50 à 0 h 55 environ. - Service nocturne : Les nuits des vendredis et samedis après 1 h, les services nocturnes de la ligne A conservent le trajet habituel. - Particularités : Le matin en semaine, une course depuis Gy, temple dessert Corsinge puis Vandœuvres pour rejoindre Rive par le trajet de la ligne 33. - Histoire : Initialement exploitée par le garage Tinguely et non numérotée, la ligne est indicée 21 le 10 septembre 1928 à sa reprise par la CGTE puis devient la ligne A le 3 octobre 1939. - Date de dernière mise à jour : 31 mai 2025.                                 |                                                                                         |                                                                                         |                                                                                         |                                                                                         |                                                                                         |                                                                                         |                                                                                         |                                                                                         |
| A     | Dernière actualisation : — |                                                                                         |                                                                                         |                                                                                         |                                                                                         |                                                                                         |                                                                                         |                                                                                         |                                                                                         |
| E     | Genève, Rive ⥋ Hermance, village | Genève, Rive ⥋ Hermance, village                                                        | Genève, Rive ⥋ Hermance, village                                                        | Genève, Rive ⥋ Hermance, village                                                        | Genève, Rive ⥋ Hermance, village                                                        | Genève, Rive ⥋ Hermance, village                                                        | Genève, Rive ⥋ Hermance, village                                                        | Genève, Rive ⥋ Hermance, village                                                        | Genève, Rive ⥋ Hermance, village                                                        |
| E     | Ouverture / Fermeture 1er août 1958, / — | Longueur 13,369 km                                                                      | Durée 40 min                                                                            | Nb. d’arrêts 32                                                                         | Matériel Citaro G                                                                       | Jours de fonctionnement L, Ma, Me, J, V, S, D                                           | Jour / Soir / Nuit / Fêtes O / O / O / O                                                | Voy. / an 2 342 000                                                                     | Exploitant TPG                                                                          |
| E     | Desserte : - Ville et lieux desservis : Genève (Jardin anglais, Jet d'eau, Parc des Eaux-Vives, Plage des Eaux-Vives, Port-Noir, Genève-Plage), Cologny (Ruth), Collonge-Bellerive (Vésenaz, Collège de Bois-Caran, Hôpital de Bellerive), Corsier (Port), Anières (Village), Hermance - Stations et gares desservies : Genève, Rive (12 et 17). |                                                                                         |                                                                                         |                                                                                         |                                                                                         |                                                                                         |                                                                                         |                                                                                         |                                                                                         |
| E     | Autre : - Zone traversée : 10. - Amplitudes horaires : La ligne fonctionne du lundi au jeudi de 5 h 5 à 1 h 15, les vendredis et samedis de 5 h 5 à 3 h 40 et les dimanches et fêtes de 5 h 5 à 0 h 55 environ. - Service nocturne : Les nuits des vendredis et samedis après 1 h, les services nocturnes de la ligne E conservent le trajet habituel. - Services accélérés : En semaine et aux heures de pointe, la ligne E est doublée par la ligne E+. - Histoire : Jusqu'au 25 septembre 1988, la ligne portait le numéro 9. - Date de dernière mise à jour : 9 juin 2025. |                                                                                         |                                                                                         |                                                                                         |                                                                                         |                                                                                         |                                                                                         |                                                                                         |                                                                                         |
| E     | Dernière actualisation : — |                                                                                         |                                                                                         |                                                                                         |                                                                                         |                                                                                         |                                                                                         |                                                                                         |                                                                                         |
| E+    | Genève, gare Cornavin ⥋ Hermance, village | Genève, gare Cornavin ⥋ Hermance, village                                               | Genève, gare Cornavin ⥋ Hermance, village                                               | Genève, gare Cornavin ⥋ Hermance, village                                               | Genève, gare Cornavin ⥋ Hermance, village                                               | Genève, gare Cornavin ⥋ Hermance, village                                               | Genève, gare Cornavin ⥋ Hermance, village                                               | Genève, gare Cornavin ⥋ Hermance, village                                               | Genève, gare Cornavin ⥋ Hermance, village                                               |
| E+    | Ouverture / Fermeture 16 décembre 2019 / — | Longueur 15,097 km                                                                      | Durée 45 min                                                                            | Nb. d’arrêts 26                                                                         | Matériel Citaro G                                                                       | Jours de fonctionnement L, Ma, Me, J, V                                                 | Jour / Soir / Nuit / Fêtes O / N / N / N                                                | Voy. / an —                                                                             | Exploitant TPG                                                                          |
| E+    | Desserte : - Ville et lieux desservis : Genève (Basilique Notre-Dame, Pont du Mont-Blanc, Jardin anglais, Parc des Eaux-Vives, Plage des Eaux-Vives, Port-Noir, Genève-Plage), Collonge-Bellerive (Vésenaz, Collège de Bois-Caran, Hôpital de Bellerive), Corsier (Port), Anières (Village), Hermance - Stations et gares desservies : Gare de Genève-Cornavin et Genève, Rive (12 et 17). |                                                                                         |                                                                                         |                                                                                         |                                                                                         |                                                                                         |                                                                                         |                                                                                         |                                                                                         |
| E+    | Autre : - Zone traversée : 10. - Amplitudes horaires : La ligne fonctionne du lundi en vendredi de 7 h 45 à 8 h 20 vers la gare Cornavin et de 16 h 20 à 18 h 10 environ vers Hermance en tant que service accéléré de la ligne E, entre la gare de Genève-Cornavin et Hermance, village avec un trajet direct entre Vésenaz et le pont du Mont-Blanc. - Date de dernière mise à jour : 9 juin 2025. |                                                                                         |                                                                                         |                                                                                         |                                                                                         |                                                                                         |                                                                                         |                                                                                         |                                                                                         |
| E+    | Dernière actualisation : — |                                                                                         |                                                                                         |                                                                                         |                                                                                         |                                                                                         |                                                                                         |                                                                                         |                                                                                         |
| G     | Genève, Rive ⥋ Veigy, douane (Veigy, village pour certains services du lundi au samedi) | Genève, Rive ⥋ Veigy, douane (Veigy, village pour certains services du lundi au samedi) | Genève, Rive ⥋ Veigy, douane (Veigy, village pour certains services du lundi au samedi) | Genève, Rive ⥋ Veigy, douane (Veigy, village pour certains services du lundi au samedi) | Genève, Rive ⥋ Veigy, douane (Veigy, village pour certains services du lundi au samedi) | Genève, Rive ⥋ Veigy, douane (Veigy, village pour certains services du lundi au samedi) | Genève, Rive ⥋ Veigy, douane (Veigy, village pour certains services du lundi au samedi) | Genève, Rive ⥋ Veigy, douane (Veigy, village pour certains services du lundi au samedi) | Genève, Rive ⥋ Veigy, douane (Veigy, village pour certains services du lundi au samedi) |
| G     | Ouverture / Fermeture 29 mai 1960, / — | Longueur 12,577 km                                                                      | Durée 30 (35) min                                                                       | Nb. d’arrêts 25 (23)                                                                    | Matériel Citaro G                                                                       | Jours de fonctionnement L, Ma, Me, J, V, S, D                                           | Jour / Soir / Nuit / Fêtes O / O / O / O                                                | Voy. / an 1 594 000                                                                     | Exploitant TPG                                                                          |
| G     | Desserte : - Ville et lieux desservis : Genève (Jardin anglais, Jet d'eau, Parc des Eaux-Vives, Plage des Eaux-Vives, Port-Noir, Genève-Plage), Cologny (Ruth), Collonge-Bellerive (Vésenaz, La Pallanterie), Corsier (Village), Anières (Douane), Veigy-Foncenex (Douane, Village) - Stations et gares desservies : Genève, Rive (12 et 17). |                                                                                         |                                                                                         |                                                                                         |                                                                                         |                                                                                         |                                                                                         |                                                                                         |                                                                                         |
| G     | Autre : - Zones traversées : 10 et 200. - Amplitudes horaires : La ligne fonctionne du lundi au jeudi de 5 h à 0 h 55, les vendredis et samedis de 5 h à 3 h 40 et les dimanches et fêtes de 5 h à 0 h 55 environ. - Service nocturne : Les nuits des vendredis et samedis après 1 h, les services nocturnes de la ligne G conservent le trajet habituel. - Services accélérés : En semaine aux heures de pointe, la ligne G est doublée par la ligne G+. - Particularités : - En semaine et aux heures de pointe, un bus sur deux ne dessert pas le village de Corsier ; - En semaine toujours, certains services desservent le village de Veigy au lieu de la douane. - Histoire : Jusqu'au 25 septembre 1988, la ligne portait le numéro 99. - Date de dernière mise à jour : 31 mai 2025. |                                                                                         |                                                                                         |                                                                                         |                                                                                         |                                                                                         |                                                                                         |                                                                                         |                                                                                         |
| G     | Dernière actualisation : — |                                                                                         |                                                                                         |                                                                                         |                                                                                         |                                                                                         |                                                                                         |                                                                                         |                                                                                         |
| G+    | Genève, gare Cornavin ⥋ Veigy, douane | Genève, gare Cornavin ⥋ Veigy, douane                                                   | Genève, gare Cornavin ⥋ Veigy, douane                                                   | Genève, gare Cornavin ⥋ Veigy, douane                                                   | Genève, gare Cornavin ⥋ Veigy, douane                                                   | Genève, gare Cornavin ⥋ Veigy, douane                                                   | Genève, gare Cornavin ⥋ Veigy, douane                                                   | Genève, gare Cornavin ⥋ Veigy, douane                                                   | Genève, gare Cornavin ⥋ Veigy, douane                                                   |
| G+    | Ouverture / Fermeture 24 avril 2017 / — | Longueur 12,940 km                                                                      | Durée 36 min                                                                            | Nb. d’arrêts 14                                                                         | Matériel Citaro Citaro G                                                                | Jours de fonctionnement L, Ma, Me, J, V                                                 | Jour / Soir / Nuit / Fêtes O / N / N / N                                                | Voy. / an —                                                                             | Exploitant TPG                                                                          |
| G+    | Desserte : - Ville et lieux desservis : Genève (Basilique Notre-Dame, Pont du Mont-Blanc, Jardin anglais, Parc des Eaux-Vives, Port-Noir, Plage des Eaux-Vives, Genève-Plage), Collonge-Bellerive (Vésenaz, La Pallanterie), Corsier, Anières (Douane), Veigy-Foncenex (Douane) - Stations et gares desservies : Gare de Genève-Cornavin et Genève, Rive (12 et 17). |                                                                                         |                                                                                         |                                                                                         |                                                                                         |                                                                                         |                                                                                         |                                                                                         |                                                                                         |
| G+    | Autre : - Zone traversée : 10 et 200. - Amplitudes horaires : La ligne fonctionne du lundi en vendredi de 6 h 30 à 13 h 5 vers Gare Cornavin et de 12 h 20 à 18 h 5 environ vers Veigy en tant que service accéléré de la ligne G, entre la gare de Genève-Cornavin et Veigy, douane, par la tranchée couverte de Vésenaz. - Date de dernière mise à jour : 31 mai 2025. |                                                                                         |                                                                                         |                                                                                         |                                                                                         |                                                                                         |                                                                                         |                                                                                         |                                                                                         |
| G+    | Dernière actualisation : — |                                                                                         |                                                                                         |                                                                                         |                                                                                         |                                                                                         |                                                                                         |                                                                                         |                                                                                         |
| L     | Confignon, croisée ⥋ Athenaz, école | Confignon, croisée ⥋ Athenaz, école                                                     | Confignon, croisée ⥋ Athenaz, école                                                     | Confignon, croisée ⥋ Athenaz, école                                                     | Confignon, croisée ⥋ Athenaz, école                                                     | Confignon, croisée ⥋ Athenaz, école                                                     | Confignon, croisée ⥋ Athenaz, école                                                     | Confignon, croisée ⥋ Athenaz, école                                                     | Confignon, croisée ⥋ Athenaz, école                                                     |
| L     | Ouverture / Fermeture 29 mai 1960, / — | Longueur 11,429 km                                                                      | Durée 29 min                                                                            | Nb. d’arrêts 22                                                                         | Matériel Citaro eCitaro ie tram 12 ie bus 10,8                                          | Jours de fonctionnement L, Ma, Me, J, V, S, D                                           | Jour / Soir / Nuit / Fêtes O / O / O / O                                                | Voy. / an 292 000                                                                       | Exploitant Odier                                                                        |
| L     | Desserte : - Ville et lieux desservis : Confignon, Bernex (Mairie, Sézenove), Laconnex (Village), Soral (Village, Mairie), Avusy (Sézegnin, Athenaz) - Stations et gares desservies : Confignon, croisée (14) et Bernex, P+R (14). |                                                                                         |                                                                                         |                                                                                         |                                                                                         |                                                                                         |                                                                                         |                                                                                         |                                                                                         |
| L     | Autre : - Zone traversée : 10. - Amplitudes horaires : La ligne fonctionne du lundi au jeudi de 5 h à 1 h 10, les vendredis et samedis de 5 h à 3 h 25 et les dimanches et fêtes de 6 h à 1 h 10 environ. - Service nocturne : Les nuits des vendredis et samedis après 1 h 10, les services nocturnes de la ligne L conservent le trajet habituel. - Date de dernière mise à jour : 15 août 2025. |                                                                                         |                                                                                         |                                                                                         |                                                                                         |                                                                                         |                                                                                         |                                                                                         |                                                                                         |
| L     | Dernière actualisation : — |                                                                                         |                                                                                         |                                                                                         |                                                                                         |                                                                                         |                                                                                         |                                                                                         |                                                                                         |

### Transport à la demande
| Ligne                                                | Caractéristiques | Caractéristiques                                       | Caractéristiques                                       | Caractéristiques                                       | Caractéristiques                                       | Caractéristiques                                       | Caractéristiques                                       | Caractéristiques                                       | Caractéristiques                                       |
| (Flex) · Accessible aux personnes à mobilité réduite | Champagne | Champagne                                              | Champagne                                              | Champagne                                              | Champagne                                              | Champagne                                              | Champagne                                              | Champagne                                              | Champagne                                              |
| (Flex) · Accessible aux personnes à mobilité réduite | Desserte de la zone ⥋ Rabattement aux arrêts du réseau | Desserte de la zone ⥋ Rabattement aux arrêts du réseau | Desserte de la zone ⥋ Rabattement aux arrêts du réseau | Desserte de la zone ⥋ Rabattement aux arrêts du réseau | Desserte de la zone ⥋ Rabattement aux arrêts du réseau | Desserte de la zone ⥋ Rabattement aux arrêts du réseau | Desserte de la zone ⥋ Rabattement aux arrêts du réseau | Desserte de la zone ⥋ Rabattement aux arrêts du réseau | Desserte de la zone ⥋ Rabattement aux arrêts du réseau |
| ---------------------------------------------------- | --- | ------------------------------------------------------ | ------------------------------------------------------ | ------------------------------------------------------ | ------------------------------------------------------ | ------------------------------------------------------ | ------------------------------------------------------ | ------------------------------------------------------ | ------------------------------------------------------ |
| (Flex) · Accessible aux personnes à mobilité réduite | Ouverture / Fermeture 13 décembre 2021 / — | Longueur —                                             | Durée —                                                | Nb. d’arrêts 58                                        | Matériel Sprinter City                                 | Jours de fonctionnement L, Ma, Me, J, V                | Jour / Soir / Nuit / Fêtes O / O / N / N               | Voy. / an —                                            | Exploitant Globe Limousines                            |
| (Flex) · Accessible aux personnes à mobilité réduite | Desserte : - Ville et lieux desservis : Aire-la-Ville, Avully, Avusy, Bernex, Cartigny, Chancy, Laconnex, Plan-les-Ouates, Soral, Viry - Stations et gares desservies : Bernex, Vailly (14), Plan-les-Ouates, ZIPLO (15) et Gare de La Plaine.                                                             |                                                        |                                                        |                                                        |                                                        |                                                        |                                                        |                                                        |                                                        |
| (Flex) · Accessible aux personnes à mobilité réduite | Autre : - Zones traversées : 10 et 240. - Amplitudes horaires : La ligne fonctionne sur réservation du lundi au vendredi de 6 h à 22 h 30. - Particularités : Les courses pour Viry sont disponibles jusqu'à 21 h 20 en raison de la fermeture de la douane. - Date de dernière mise à jour : 24 mai 2025. |                                                        |                                                        |                                                        |                                                        |                                                        |                                                        |                                                        |                                                        |
| (Flex) · Accessible aux personnes à mobilité réduite | Dernière actualisation : — |                                                        |                                                        |                                                        |                                                        |                                                        |                                                        |                                                        |                                                        |
| (Flex) · Accessible aux personnes à mobilité réduite | Lac – Rive gauche | Lac – Rive gauche                                      | Lac – Rive gauche                                      | Lac – Rive gauche                                      | Lac – Rive gauche                                      | Lac – Rive gauche                                      | Lac – Rive gauche                                      | Lac – Rive gauche                                      | Lac – Rive gauche                                      |
| (Flex) · Accessible aux personnes à mobilité réduite | Desserte de la zone ⥋ Rabattement aux arrêts du réseau |                                                        |                                                        |                                                        |                                                        |                                                        |                                                        |                                                        |                                                        |
| (Flex) · Accessible aux personnes à mobilité réduite | Ouverture / Fermeture 5 mai 2025 / — | Longueur —                                             | Durée —                                                | Nb. d’arrêts 117                                       | Matériel Jest Novus Cityline                           | Jours de fonctionnement L, Ma, Me, J, V                | Jour / Soir / Nuit / Fêtes O / O / N / N               | Voy. / an —                                            | Exploitant Genève Tours                                |
| (Flex) · Accessible aux personnes à mobilité réduite | Desserte : - Ville et lieux desservis : Anières, Chens-sur-Léman, Choulex, Collonge-Bellerive, Cologny, Corsier, Genève, Gy, Hermance, Meinier, Presinge, Thônex, Vandœuvres, Veigy-Foncenex - Stations et gares desservies : Aucune.                                                                      |                                                        |                                                        |                                                        |                                                        |                                                        |                                                        |                                                        |                                                        |
| (Flex) · Accessible aux personnes à mobilité réduite | Autre : - Zones traversées : 10 et 200. - Amplitudes horaires : La ligne fonctionne sur réservation du lundi au vendredi de 6 h à 21 h. - Date de dernière mise à jour : 14 juillet 2025. |                                                        |                                                        |                                                        |                                                        |                                                        |                                                        |                                                        |                                                        |
| (Flex) · Accessible aux personnes à mobilité réduite | Dernière actualisation : — |                                                        |                                                        |                                                        |                                                        |                                                        |                                                        |                                                        |                                                        |
| (Flex) · Accessible aux personnes à mobilité réduite | Seymaz – Voirons | Seymaz – Voirons                                       | Seymaz – Voirons                                       | Seymaz – Voirons                                       | Seymaz – Voirons                                       | Seymaz – Voirons                                       | Seymaz – Voirons                                       | Seymaz – Voirons                                       | Seymaz – Voirons                                       |
| (Flex) · Accessible aux personnes à mobilité réduite | Desserte de la zone ⥋ Rabattement aux arrêts du réseau |                                                        |                                                        |                                                        |                                                        |                                                        |                                                        |                                                        |                                                        |
| (Flex) · Accessible aux personnes à mobilité réduite | Ouverture / Fermeture 11 décembre 2023 / — | Longueur —                                             | Durée —                                                | Nb. d’arrêts 84                                        | Matériel Jest Novus Cityline                           | Jours de fonctionnement L, Ma, Me, J, V                | Jour / Soir / Nuit / Fêtes O / O / N / N               | Voy. / an —                                            | Exploitant Genève Tours                                |
| (Flex) · Accessible aux personnes à mobilité réduite | Desserte : - Ville et lieux desservis : Annemasse, Choulex, Collonge-Bellerive, Corsier, Gy, Jussy, Juvigny, Machilly, Meinier, Presinge, Puplinge, Saint-Cergues, Thônex, Vandœuvres - Stations et gares desservies : Gare d'Annemasse et Gare de Machilly.                                               |                                                        |                                                        |                                                        |                                                        |                                                        |                                                        |                                                        |                                                        |
| (Flex) · Accessible aux personnes à mobilité réduite | Autre : - Zones traversées : 10 et 210. - Amplitudes horaires : La ligne fonctionne sur réservation du lundi au vendredi de 6 h à 21 h. - Date de dernière mise à jour : 2 mai 2025. |                                                        |                                                        |                                                        |                                                        |                                                        |                                                        |                                                        |                                                        |
| (Flex) · Accessible aux personnes à mobilité réduite | Dernière actualisation : — |                                                        |                                                        |                                                        |                                                        |                                                        |                                                        |                                                        |                                                        |

### Lignes interurbaines transfrontalières et des opérateurs partenaires
En complément du réseau urbain classique, trois lignes transfrontalières sont coordonnées par le Groupement local de coopération transfrontalière qui s'occupe des lignes transfrontalières entre la France et le canton de Genève. Elles sont utilisables avec les titres de transport des communautés tarifaires Unireso et Léman Pass.
Elles sont exploitées en autocars par l'opérateur français Alpbus, filiale de RATP Dev en partenariat avec deux autorités organisatrices françaises :
- La ligne 271 reliant Genève à Thonon-les-Bains en partenariat avec Thonon Agglomération depuis le 1er juin 2020 à la suite de son adhésion au GLCT[71] ;
- La ligne 272 reliant Genève à Annecy en partenariat avec la région Auvergne-Rhône-Alpes ;
- La ligne 274 reliant Genève à Sallanches en partenariat avec la région Auvergne-Rhône-Alpes.

Depuis le 10 décembre 2023, les lignes françaises M et N sont opérées par GEM Bus (RATP Dev) pour le compte de la communauté de communes du Genevois au lieu du GLCT ; elles ne font plus partie du réseau TPG mais ce dernier continue de gérer l'information voyageurs et la vente des titres de transport.
| Ligne | Caractéristiques | Caractéristiques                                              | Caractéristiques                                              | Caractéristiques                                              | Caractéristiques                                              | Caractéristiques                                              | Caractéristiques                                              | Caractéristiques                                              | Caractéristiques                                              |
| M     | Collonges-sous-Salève, Bourg d'en Haut ⥋ Beaumont le Châble | Collonges-sous-Salève, Bourg d'en Haut ⥋ Beaumont le Châble   | Collonges-sous-Salève, Bourg d'en Haut ⥋ Beaumont le Châble   | Collonges-sous-Salève, Bourg d'en Haut ⥋ Beaumont le Châble   | Collonges-sous-Salève, Bourg d'en Haut ⥋ Beaumont le Châble   | Collonges-sous-Salève, Bourg d'en Haut ⥋ Beaumont le Châble   | Collonges-sous-Salève, Bourg d'en Haut ⥋ Beaumont le Châble   | Collonges-sous-Salève, Bourg d'en Haut ⥋ Beaumont le Châble   | Collonges-sous-Salève, Bourg d'en Haut ⥋ Beaumont le Châble   |
| ----- | --- | ------------------------------------------------------------- | ------------------------------------------------------------- | ------------------------------------------------------------- | ------------------------------------------------------------- | ------------------------------------------------------------- | ------------------------------------------------------------- | ------------------------------------------------------------- | ------------------------------------------------------------- |
| M     | Ouverture / Fermeture 19 mars 2013, / — | Longueur 14,022 km                                            | Durée 50 min                                                  | Nb. d’arrêts 18                                               | Matériel Citaro K Lion's City Lion's City M                   | Jours de fonctionnement L, Ma, Me, J, V, S                    | Jour / Soir / Nuit / Fêtes O / N / N / N                      | Voy. / an —                                                   | Exploitant GEM Bus                                            |
| M     | Desserte : - Ville et lieux desservis : Collonges-sous-Salève (Mairie), Archamps (Mairie, Technopôle), Saint-Julien-en-Genevois (Centre), Neydens (Mairie), Beaumont (Chef-lieu, Le Châble) - Stations et gares desservies : Gare de Saint-Julien-en-Genevois. |                                                               |                                                               |                                                               |                                                               |                                                               |                                                               |                                                               |                                                               |
| M     | Autre : - Zone traversée : 230. - Amplitudes horaires : La ligne fonctionne du lundi au vendredi de 5 h 5 à 19 h 55 et le samedi de 6 h 50 à 19 h environ. - Date de dernière mise à jour : 10 août 2025. |                                                               |                                                               |                                                               |                                                               |                                                               |                                                               |                                                               |                                                               |
| M     | Dernière actualisation : — |                                                               |                                                               |                                                               |                                                               |                                                               |                                                               |                                                               |                                                               |
| N     | Saint-Julien-en-Genevois, Lycée De Staël ⥋ Vulbens, Chef-Lieu | Saint-Julien-en-Genevois, Lycée De Staël ⥋ Vulbens, Chef-Lieu | Saint-Julien-en-Genevois, Lycée De Staël ⥋ Vulbens, Chef-Lieu | Saint-Julien-en-Genevois, Lycée De Staël ⥋ Vulbens, Chef-Lieu | Saint-Julien-en-Genevois, Lycée De Staël ⥋ Vulbens, Chef-Lieu | Saint-Julien-en-Genevois, Lycée De Staël ⥋ Vulbens, Chef-Lieu | Saint-Julien-en-Genevois, Lycée De Staël ⥋ Vulbens, Chef-Lieu | Saint-Julien-en-Genevois, Lycée De Staël ⥋ Vulbens, Chef-Lieu | Saint-Julien-en-Genevois, Lycée De Staël ⥋ Vulbens, Chef-Lieu |
| N     | Ouverture / Fermeture 13 décembre 2009 / — | Longueur —                                                    | Durée 50 min                                                  | Nb. d’arrêts 18                                               | Matériel Citaro Lion's City                                   | Jours de fonctionnement L, Ma, Me, J, V, S                    | Jour / Soir / Nuit / Fêtes O / N / N / N                      | Voy. / an —                                                   | Exploitant GEM Bus                                            |
| N     | Desserte : - Ville et lieux desservis : Saint-Julien-en-Genevois (Église de Saint-Julien-en-Brioude, Mairie, Hôpital, Lycée Madame de Staël), Viry (Chef-lieu), Chênex, Valleiry (Mairie), Vulbens (Chef-lieu) - Stations et gares desservies : Gare de Saint-Julien-en-Genevois et Gare de Valleiry. |                                                               |                                                               |                                                               |                                                               |                                                               |                                                               |                                                               |                                                               |
| N     | Autre : - Zone traversée : 230. - Amplitudes horaires : La ligne fonctionne du lundi au vendredi de 4 h 55 à 20 h 35 et le samedi de 7 h 5 à 18 h 55 environ. - Particularités : Les horaires de semaine sont adaptés de façon à garantir la correspondance avec la ligne 80. - Histoire : Jusqu'au 24 avril 2017, la ligne portait l'indice Dn, après s'être nommée ligne D Navette jusqu'au 9 décembre 2012. - Date de dernière mise à jour : 31 mai 2025. |                                                               |                                                               |                                                               |                                                               |                                                               |                                                               |                                                               |                                                               |
| N     | Dernière actualisation : — |                                                               |                                                               |                                                               |                                                               |                                                               |                                                               |                                                               |                                                               |

### Lignes scolaires
En complément du réseau régulier, les TPG opèrent des lignes réservées aux élèves de certains établissements scolaires, Cycles d'orientation (CO) et Collèges, et du lundi au vendredi hors vacances scolaires et jours fériés (ci-dessous, offre au 11 décembre 2023).
| Nos  | Trajet                                                                    | Établissements desservis                                                                                                | Matériel roulant | Exploitant       |
| ---- | ------------------------------------------------------------------------- | --- | ---------------- | ---------------- |
| (C1) | Genève, Place des Eaux-Vives ↔ Collonge-Bellerive, Bois-Caran via Cologny | Desserte du CO Bois-Caran                                                                                               | Citaro G         | TPG              |
| (C3) | Chêne-Bougeries, Malagnou ↔ Jussy, Meurets                                | Desserte du Collège Claparède, du centre Horticole et du CO Foron                                                       | Citaro G         | Genève-Tours     |
| (C4) | Chêne-Bougeries, Malagnou ↔ Thônex, Pierre à Bochet                       | Desserte du Collège Claparède, du centre Horticole et du CO Foron                                                       | Citaro G         | Genève-Tours     |
| (C5) | Veyrier, Tournettes ↔ Chêne-Bourg, Petit-Bel-Air                          | Desserte du Collège Claparède, du CO Florence et Drize et du Collège De-Candolle                                        | Citaro G         | Genève-Tours     |
| (C6) | Bardonnex, village ↔ Carouge, Grange-Collomb                              | Desserte des CO Pinchat et Drize (Service assuré à midi uniquement)                                                     | Citaro           | Genève-Tours     |
| (C7) | Plan-les-Ouates, Le Rolliet ↔ Genève, Nations                             | Desserte des ECG Aimée Stitelman et Henry-Dunant, du Collège et école de commerce André-Chavanne et du Collège Rousseau | Citaro G         | TPG              |
| (C8) | Vernier, Bois-Chébé ↔ Vernier, CO Renard                                  | Desserte du CO Renard                                                                                                   | Citaro G         | Globe Limousines |
| (C9) | Bernex, Lully croisée - Grand-Lancy, Curé-Baud                            | Desserte de l'ECG Aimée Stitelman et du CO des Voirets                                                                  | Lion's City G    | Odier            |

### Lignes Aérobus
Ces lignes, mises en service le 9 décembre 2018, fonctionnent avant 6 h du matin pour se rendre à l'aéroport international de Genève, qui en assure le financement complet, et sont accessibles gratuitement et uniquement sur présentation d'un billet d'avion ou d'une carte d'embarquement valides pour le jour même, ainsi que pour les employés de la zone aéroportuaire sur présentation d'un justificatif.
Globalement chaque ligne assure de deux à cinq départs entre 3 h et 6 h du matin.
| Nom  | Parcours | Matériel roulant | Exploitant       |
| ---- | --- | ---------------- | ---------------- |
| (A1) | Rondeau de Carouge → Acacias → Uni Mail → La Jonction → Musée Voltaire → Châtelaine → Blandonnet → Fret                       | Citaro           | Globe Limousines |
| (A2) | Collège Sismondi → Gare de Genève-Cornavin → Balexert → Fret                                                                  | Citaro           | Globe Limousines |
| (A3) | Hôpital de La Tour → Meyrin, Gravière → Blandonnet → Fret                                                                     | Citaro           | Globe Limousines |
| (A4) | Les Esserts → Pont Butin → Le Lignon → Blandonnet → Fret                                                                      | Citaro           | Globe Limousines |
| (A5) | Mairie de Ferney → Grand Hangar                                                                                               | Sprinter City    | Globe Limousines |
| (A6) | Crêts-de-Champel → Hôpital → Plaine de Plainpalais → Uni Mail → La Jonction → Musée Voltaire → Châtelaine → Blandonnet → Fret | Citaro           | Globe Limousines |

### Lignes événementielles
Desserte du salon de l'auto

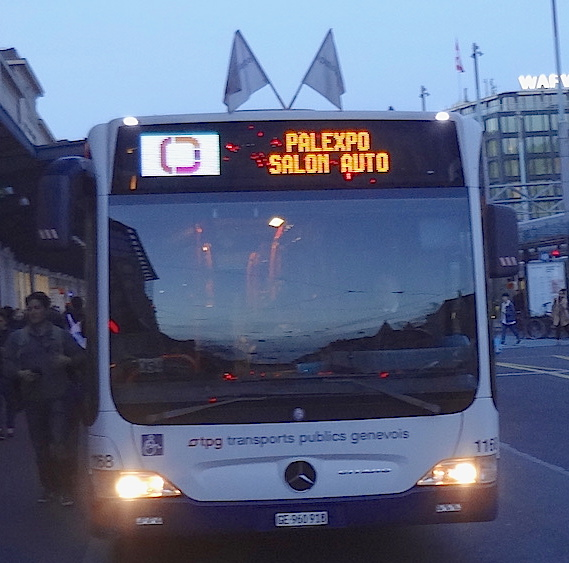
Navette pour le Salon de l’automobile, à Cornavin.

Durant le salon international de l'automobile qui se tient à Palexpo, le réseau voit les lignes 23, 28, 50 et 66 adaptées en journée durant la durée du salon, les lignes ne desservant pas de façon fine le site, remplacées par une navette circulaire entre 8 h et 20 h
Des navettes sont mises en place depuis la place de Neuve, en passant par Bel-Air, la gare de Cornavin et Nations ainsi que depuis plusieurs parkings (P47, P48, parking Ikea, etc.) pour les visiteurs venant en voiture.
Caves ouvertes
Les TPG assurent des navettes à travers les vignobles du canton lors de la journée « Caves ouvertes » organisée fin mai, permettant ainsi aux personnes souhaitant visiter les caves de la région de s'y rendre.
Lignes 00, SE et CV

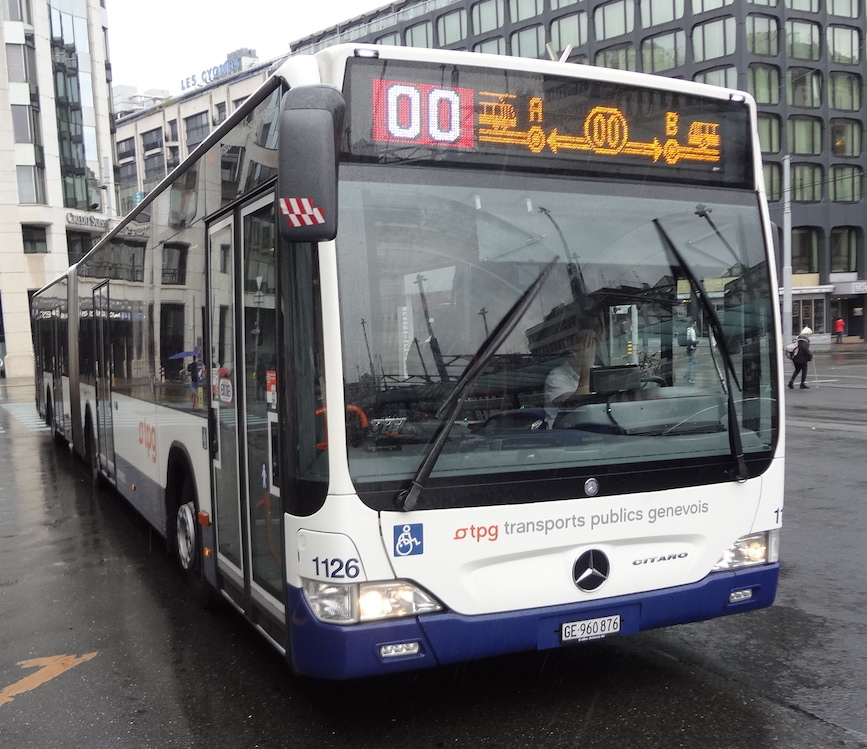
La ligne 00 pendant la « Saga des Géants » en 2017.

La compagnie Royal de luxe est venue à Genève pour un épisode de la « Saga des Géants » les 29, 30 septembre et 1er octobre 2017. Afin de pallier les nombreuses lignes perturbées par l'événement, les TPG ont mis sur pied une ligne temporaire d'autobus circulant autour du centre-ville, la « 00 ». Cette ligne a desservi 37 arrêts de Appia (quartier de Sécheron) à la Place des Eaux-Vives, en passant par Cornavin, la Jonction, Armes à Carouge et Hôpital. En outre, deux navettes locales sont créées : la « SE » (pour « Sécheron ») entre le Jardin botanique et Cornavin ; la « CV » (pour « Centre-ville ») entre la Place des Eaux-Vives et Cornavin avec 4 autres arrêts.